# Claudio Monteverdi
Claudio Giovanni Antonio Monteverdi (Cremona, 9 maggio 1567 – Venezia, 29 novembre 1643) è stato un compositore italiano.
La sua attività artistica segnò il passaggio dalla musica rinascimentale alla musica barocca. Fu uno dei principali innovatori che accompagnarono l'evoluzione del linguaggio musicale (su questo processo stilistico vedi anche Retorica musicale), insieme al "principe dei musici", Carlo Gesualdo. Monteverdi scrisse una delle prime opere teatrali in cui fosse sviluppabile una trama drammatica, ovvero un melodramma, L'Orfeo. Il suo stile ebbe una profonda influenza non solo sui compositori italiani della sua generazione e di quelle successive, ma anche sui compositori di area tedesca (soprattutto attraverso Heinrich Schütz).
Nato a Cremona, dove intraprese i primi studi musicali e compositivi, Monteverdi sviluppò la sua carriera prima alla corte di Mantova e poi nella Repubblica di Venezia, dove fu maestro di cappella presso la Basilica di San Marco fino alla sua morte. Le sue lettere superstiti danno un'idea della vita di un musicista professionista nell’Italia del periodo, compresi i problemi di reddito, clientelismo e politica.
Gran parte della produzione di Monteverdi, comprese molte opere teatrali, è andata perduta. La sua musica sopravvissuta include nove libri di madrigali, opere religiose su larga scala, come il suo Vespro della Beata Vergine del 1610 e tre opere complete. La sua opera L'Orfeo è la prima del genere ancora ampiamente eseguita. Verso la fine della sua vita scrisse opere per Venezia, tra cui Il ritorno d'Ulisse in patria e L'incoronazione di Poppea.
Pur padroneggiando le tecniche della precedente polifonia rinascimentale, come evidenziato nei suoi madrigali, intraprese grandi sviluppi nella forma e nella melodia e iniziò ad impiegare la tecnica del basso continuo, caratteristica del barocco. Non estraneo alle polemiche, difendeva le sue scelte compositive definendole elementi di una seconda pratica, contrastante con lo stile precedente più ortodosso che chiamava prima pratica.

## Biografia
Di talento precoce, iniziò la pratica dell'organo, della viola da gamba e della composizione polifonica con il maestro di cappella del Duomo di Cremona, Marc'Antonio Ingegneri. Già nel 1582, a soli quindici anni, pubblicò la raccolta vocale Sacrae Cantiunculae, cui seguirono nel 1583 i Madrigali spirituali a 4 voci, nel 1584 le Canzonette a 3 voci libro I, i Madrigali a 5 voci libro I nel 1587 e il II libro nel 1590.

### Mantova

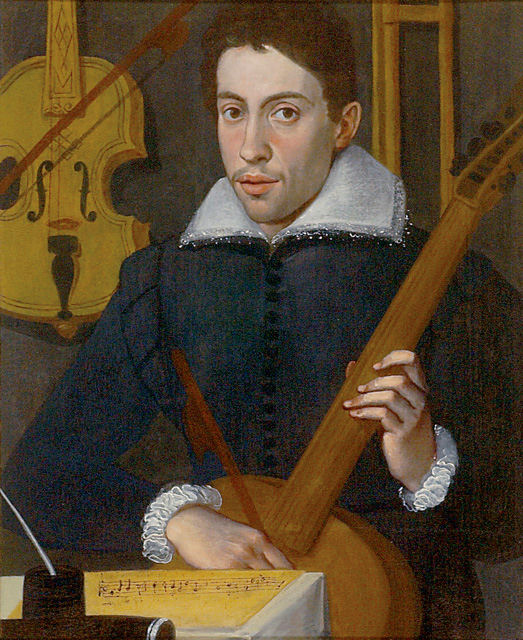
Ritratto di un giovane gambista, forse Monteverdi o Gasparo da Salò, eseguito da un pittore cremonese.

Dal 1590 al 1592 Monteverdi operò alla corte di Mantova in qualità di "violista" (nell'accezione più ampia del termine, cioè di suonatore di strumento ad arco non meglio specificato; tuttavia è stato spesso associato al ritratto giovanile riprodotto in questa pagina, il cui soggetto imbraccia chiaramente una viola da gamba) e in quest'ultimo anno pubblicò il III libro de Madrigali. Nel 1595 accompagnò il duca Vincenzo I Gonzaga di Mantova in un viaggio in Ungheria e nel 1599 fu di nuovo al suo seguito nelle Fiandre, dove ebbe contatti con la musica di stile francese.
Il 20 maggio 1599 sposò a Mantova Claudia Cattaneo, cantante alla corte dei Gonzaga e figlia del musicista Giacomo, presso il quale aveva trovato alloggio; nel 1601 nella stessa chiesa dei Santi Simone e Giuda fu battezzato il loro primogenito. Nello stesso anno fu nominato "Maestro della musica" dal duca Vincenzo. I suoi compiti comprendevano l'insegnamento, la direzione di un gruppo vocale femminile e la composizione di lavori per il teatro, tra i quali ricordiamo il ballo Gli amori di Diana ed Endimione (perduto), per il Carnevale 1604–5, e l'opera Orfeo. Nel 1603 pubblicò il IV libro de Madrigali, cui seguì, di lì a due anni, il V libro.
Lo stile innovativo di queste ultime due raccolte suscitò vive discussioni, culminate nella celebre polemica con il monaco bolognese Giovanni Maria Artusi su alcune imperfezioni della moderna musica, imperniate sulla prima pratica e sulla seconda pratica. Brevemente, la critica mossa dal tradizionalista Artusi, allievo di Gioseffo Zarlino, era che i madrigali di Monteverdi fossero "aspri et all'udito poco piacevoli", in quanto non osservanti le regole canoniche del contrappunto, e che dunque allontanassero la musica dal suo scopo, che è la pura "dilettatione". Nella prefazione al quinto libro dei madrigali, Monteverdi assicurava di aver già scritta e pronta per le stampe una risposta alle accuse, dal titolo Seconda pratica, overo perfettione della moderna musica; questo testo, tuttavia, non fu mai pubblicato. Apparve invero una replica nella Dichiarazione che introduce gli Scherzi musicali, pubblicati nel 1607, portante la firma di Giulio Cesare Monteverdi, fratello del compositore. Vi si trova un'ampia trattazione pratico-teorica della "seconda pratica", che riconduce alla teoria platonica della musica serva dell'orazione, dandovi un elenco di compositori che già l'avevano applicata.

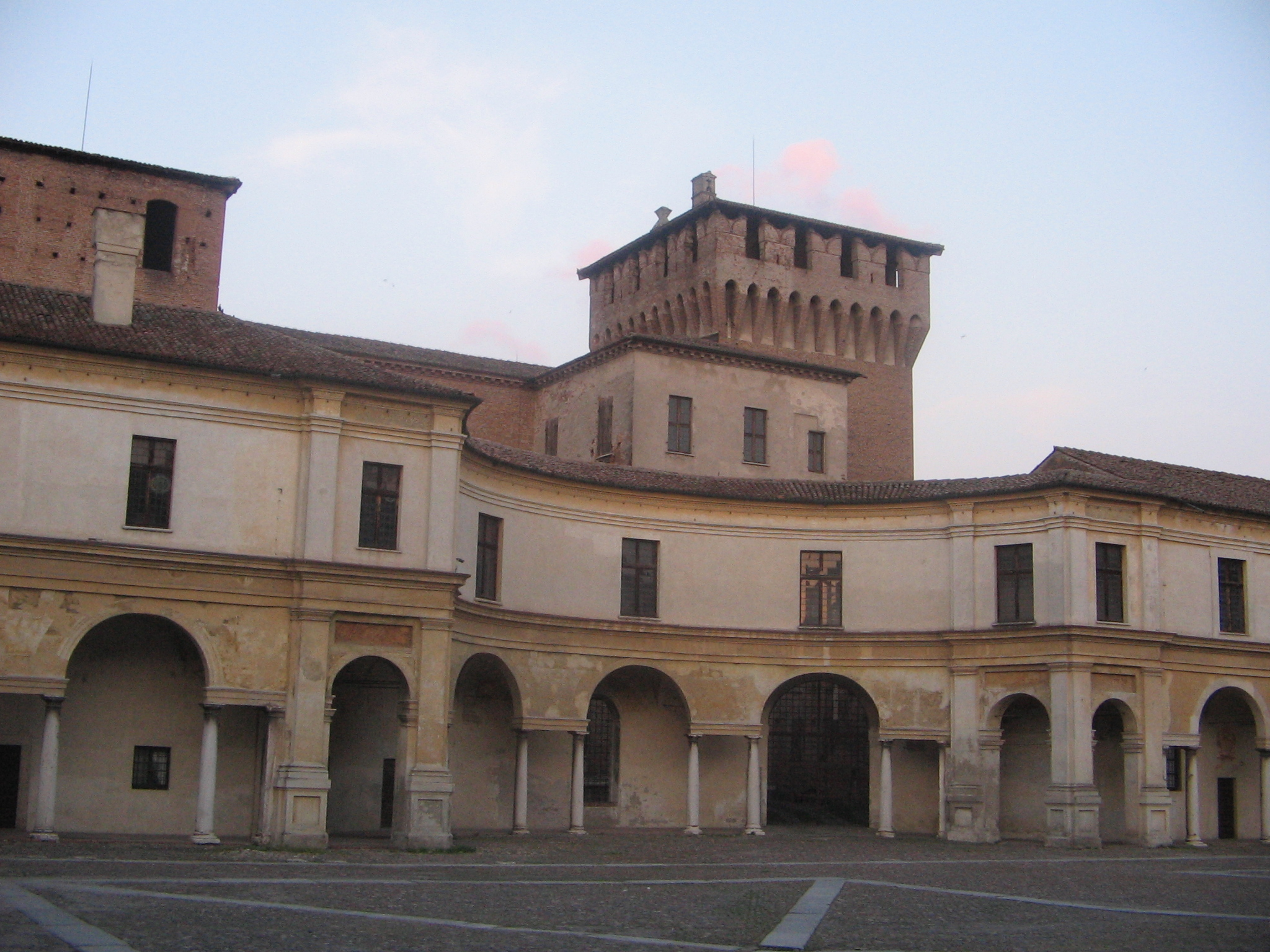
Mantova, Piazza Castello

Durante il carnevale del 1607, alla corte di Mantova, venne rappresentata la sua prima opera lirica: L'Orfeo, su libretto di Alessandro Striggio. L'opera, che era stata data in anteprima presso l'Accademia degli Invaghiti, ebbe grande ed immediato successo, e venendo ripresa a Milano, Cremona e, probabilmente, anche a Torino e Firenze.

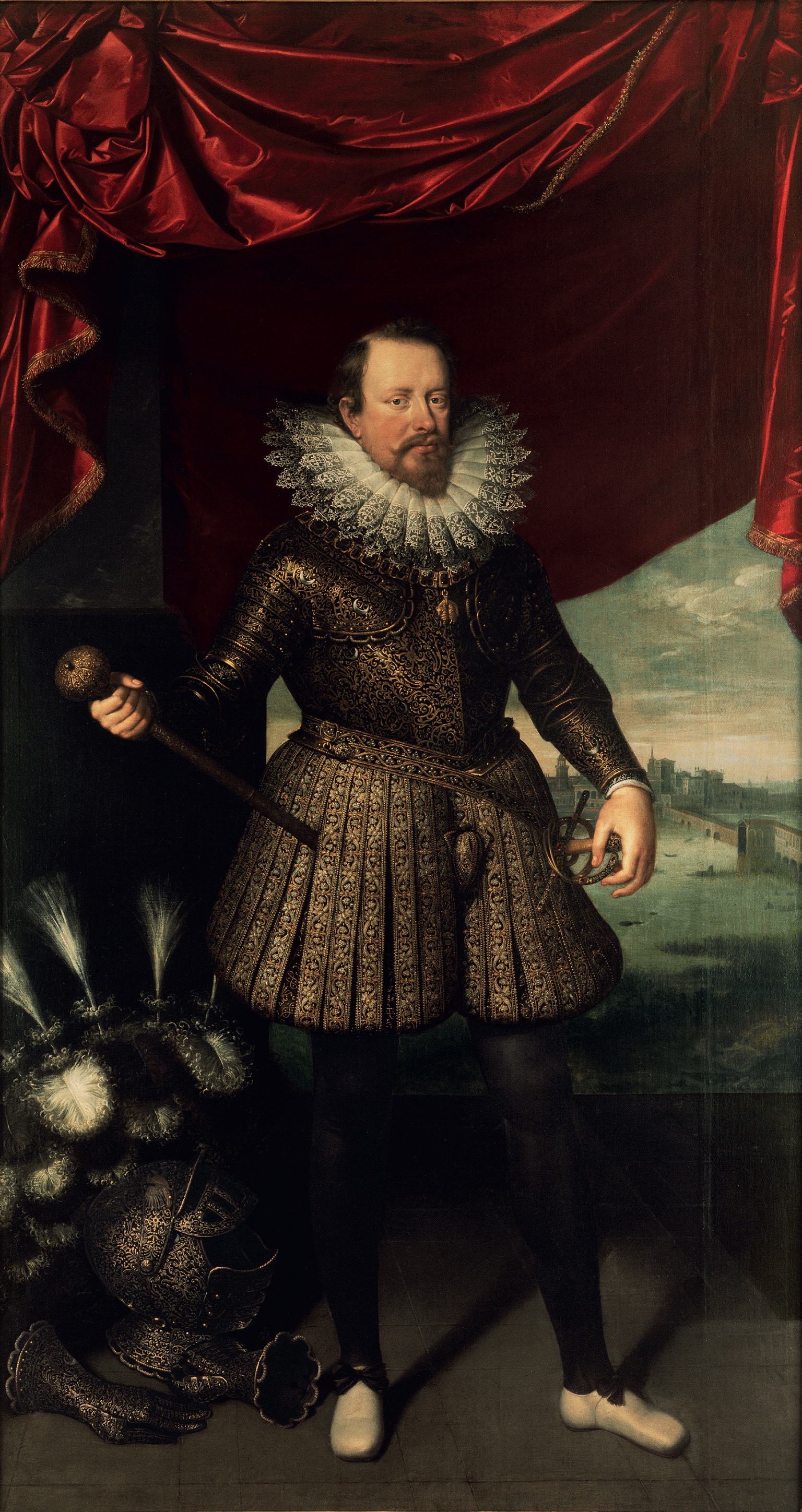
Il duca Vincenzo Gonzaga

Poco dopo l'uscita degli Scherzi musicali, Monteverdi tornò a Cremona per stare vicino alla moglie, gravemente ammalata (morirà il 10 settembre dello stesso anno). Il compositore si trovò così solo con i tre figlioli. Poco propenso a ritornare a Mantova, ricevette una convocazione ufficiale da parte della corte ducale affinché partecipasse alle imminenti celebrazioni per nozze del principe Francesco IV Gonzaga con Margherita di Savoia. Per l'occasione, Monteverdi compose parte degli intermedi per L'idropica di Guarini, il Ballo delle Ingrate su libretto di Ottavio Rinuccini e una nuova opera, L'Arianna, sempre su libretto di Rinuccini. Quest'ultima fu rappresentata il 28 maggio 1608, e riscosse grande successo al pari della precedente; la parte di Arianna era sostenuta dalla grande virtuosa Virginia Ramponi-Andreini, nota come La Florinda, che commosse il pubblico con il Lamento di Arianna, unico brano dell'opera giunto fino ai nostri giorni. La permanenza di Monteverdi a Mantova non fu però priva di amarezze; oltre a sentirsi sottostimato dalla corte, mal sopportava la rivalità col fiorentino Marco da Gagliano, la cui Dafne era stata rappresentata durante il carnevale 1608 e aveva riscosso il plauso del principe (dal dicembre 1607 cardinale) Ferdinando Gonzaga.
Monteverdi tornò a Cremona in uno stato di profonda prostrazione, deciso a non lavorare più per la corte di Mantova, sennonché nel corso dell'anno 1609 riprese i contatti con il duca Vincenzo e si produsse in varie composizioni, tra cui la celebre Sestina e la versione polifonica del Lamento di Arianna (pubblicato più tardi nel VI libro dei madrigali), in parte ispirate dalla presenza a Mantova del soprano virtuoso Adriana Basile. La pubblicazione della sua Missa... ac vesperae (1610) fu seguita da un viaggio a Roma per presentare l'opera al dedicatario papa Paolo V. Probabilmente, nelle intenzioni di questo gesto vi era la speranza di un posto di prestigio a Roma, ma non ne venne nulla.
Intanto, i rapporti di Monteverdi con la corte dei Gonzaga si facevano sempre più tesi. Alla morte del duca Vincenzo, avvenuta il 18 febbraio 1612, gli successe il figlio primogenito Francesco, che si impegnò subito in un ridimensionamento del lusso della corte. Monteverdi aveva perduto il suo principale sostenitore: il nuovo duca non lo apprezzava altrettanto e il cardinale Ferdinando sosteneva il suo protetto, il tenore Sante Orlandi. Così, il 29 luglio Claudio Monteverdi, insieme al fratello Cesare, fu bruscamente licenziato e ritornò a Cremona in precarie condizioni economiche.
Tuttavia, il 10 luglio del 1613 morì Giulio Cesare Martinengo, maestro di cappella presso la Basilica di San Marco a Venezia, e Monteverdi venne nominato al suo posto a partire dal 19 agosto.

### Venezia
Monteverdi andò a Venezia e riorganizzò la cappella, ne arricchì la biblioteca e ingaggiò nuovi musicisti. Ora i suoi compiti erano chiaramente definiti e poteva contare sul supporto di assistenti. Si sentiva rispettato, il suo salario era regolarmente nutrito da gratifiche. Inoltre, la città gli offriva ricche possibilità di lavoro supplementare.
La corte dei Gonzaga cercò invano di convincerlo a ritornare, e continuò a offrirgli commissioni che egli spesso rifiutò, adducendo come pretesto i suoi nuovi doveri veneziani. Il suo stato di cittadino di Mantova non gli permetteva di recidere completamente i suoi legami di sudditanza, ed egli vi inviò, tra gli altri, il balletto-opera Tirsi e Clori con libretto del collaudato Striggio (Palazzo Ducale (Mantova) 1616) e l'opera Andromeda (1619-1620), oggi perduta.
Sembrò così che Monteverdi avesse raggiunto una certa stabilità professionale; la sua accresciuta fama lo condusse a contatti, dal 1623, con la corte del re Sigismondo III di Polonia, forse rinnovati nel 1625, quando, in occasione della visita a Venezia del principe Ladislao Sigismondo, Monteverdi scrisse una Messa e compose musica per i suoi concerti privati. Vi fu inoltre una cospicua collaborazione con la corte di Parma in occasione delle nozze del duca Odoardo Farnese con Margherita de' Medici nel dicembre 1628.

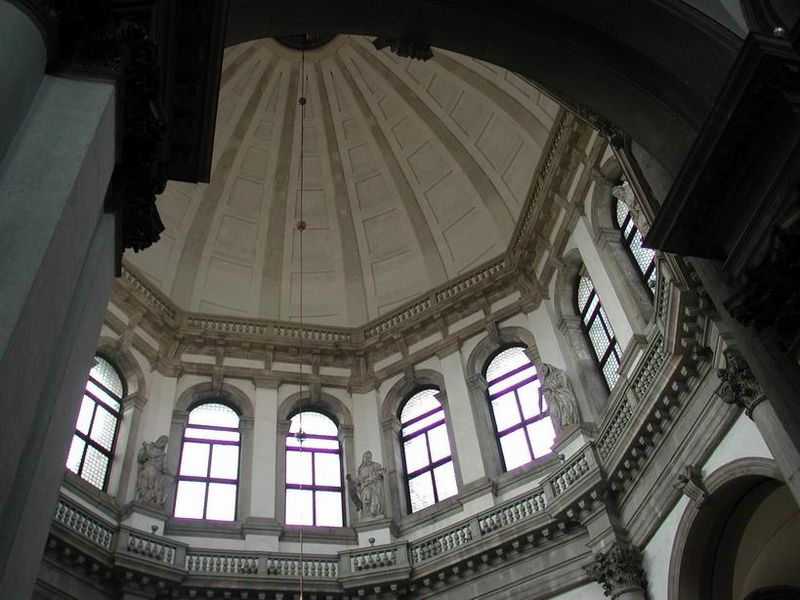
La Basilica di Santa Maria della Salute a Venezia

Nel 1628 andò in scena a Parma Gli Argonauti con il libretto di Claudio Achillini.
Nel 1627, il trono di Mantova passò nelle mani di Carlo I di Gonzaga-Nevers, suscitando la reazione dell'imperatore Ferdinando II, che nel luglio del 1630 inviò le truppe dei Lanzichenecchi, che presero d'assalto la città, devastandola e diffondendovi la peste. Una delegazione mantovana, con a capo Alessandro Striggio, trovò rifugio a Venezia, portando inconsapevolmente con sé l'infezione. A Venezia, le vittime furono quasi 50.000. Per cercare di contrastare il contagio, si costruì la Basilica di Santa Maria della Salute, alla cui cerimonia di fondazione partecipò anche Monteverdi. Si ritiene, appunto, che la Messa 'a 4' da cappella e il Gloria pubblicati più tardi nella Selva morale possano essere stati composti in occasione delle celebrazioni per la fine della peste (21 novembre 1631).
Non sappiamo se fu per convenienza o per devozione, ma Monteverdi il 9 marzo 1632 prese gli ordini sacerdotali e fece voto di compiere un pellegrinaggio a Loreto (che tuttavia non ottemperò): lo troviamo infatti menzionato col titolo di "Reverendo" nel suo secondo libro degli Scherzi musicali, la cui dedica è datata 20 giugno 1632.
I rapporti con la corte di Vienna si intensificarono: Monteverdi scrisse un ballo-opera, Volgendo il ciel per l'immortal sentiero con il libretto di Ottavio Rinuccini, probabilmente per l'elezione dell'imperatore Ferdinando III verso la fine del 1636 a Vienna. Con tutta probabilità, risale a questo periodo la revisione del Ballo delle Ingrate, e probabilmente parte delle composizioni dell'VIII libro dei madrigali (Madrigali guerrieri, et amorosi) sono associate all'imperatore, a cui è indirizzata la dedica datata 1º settembre 1638. Eleonora Gonzaga fu a sua volta la dedicataria della Selva morale e spirituale (1º maggio 1641). Non è stato possibile determinare se il manoscritto dell'opera Il ritorno d'Ulisse in patria conservato appunto a Vienna rifletta connessioni portate avanti in questo periodo.
Il contributo di Monteverdi alla nuova opera "pubblica" instaurata a Venezia a partire dal 1637 fu notevolissimo, soprattutto se consideriamo che il compositore aveva già raggiunto i settant'anni. Egli riprese Arianna per l'inaugurazione del Teatro San Moisè nel carnevale 1639-1640, e più tardi nel corso della stessa stagione produsse Il ritorno d'Ulisse in patria al Teatro San Cassiano (esso fu poi eseguito a Bologna e tornò a Venezia nel carnevale 1640-1641). La sua seconda opera veneziana, Le nozze d'Enea in Lavinia, per il Teatro Santi Giovanni e Paolo, carnevale 1640-1641, è andata perduta. La terza, L'incoronazione di Poppea, ancora per il Teatro dei SS. Giovanni e Paolo, carnevale 1642-1643, fu uno straordinario successo. Non tutta la musica di quest'ultimo capolavoro, giunto a noi da fonti degli anni cinquanta, è di sicura matrice monteverdiana; probabilmente la scena finale è opera di Francesco Sacrati, tuttavia è una testimonianza dello scintillante successo della carriera degli ultimi anni di Monteverdi.

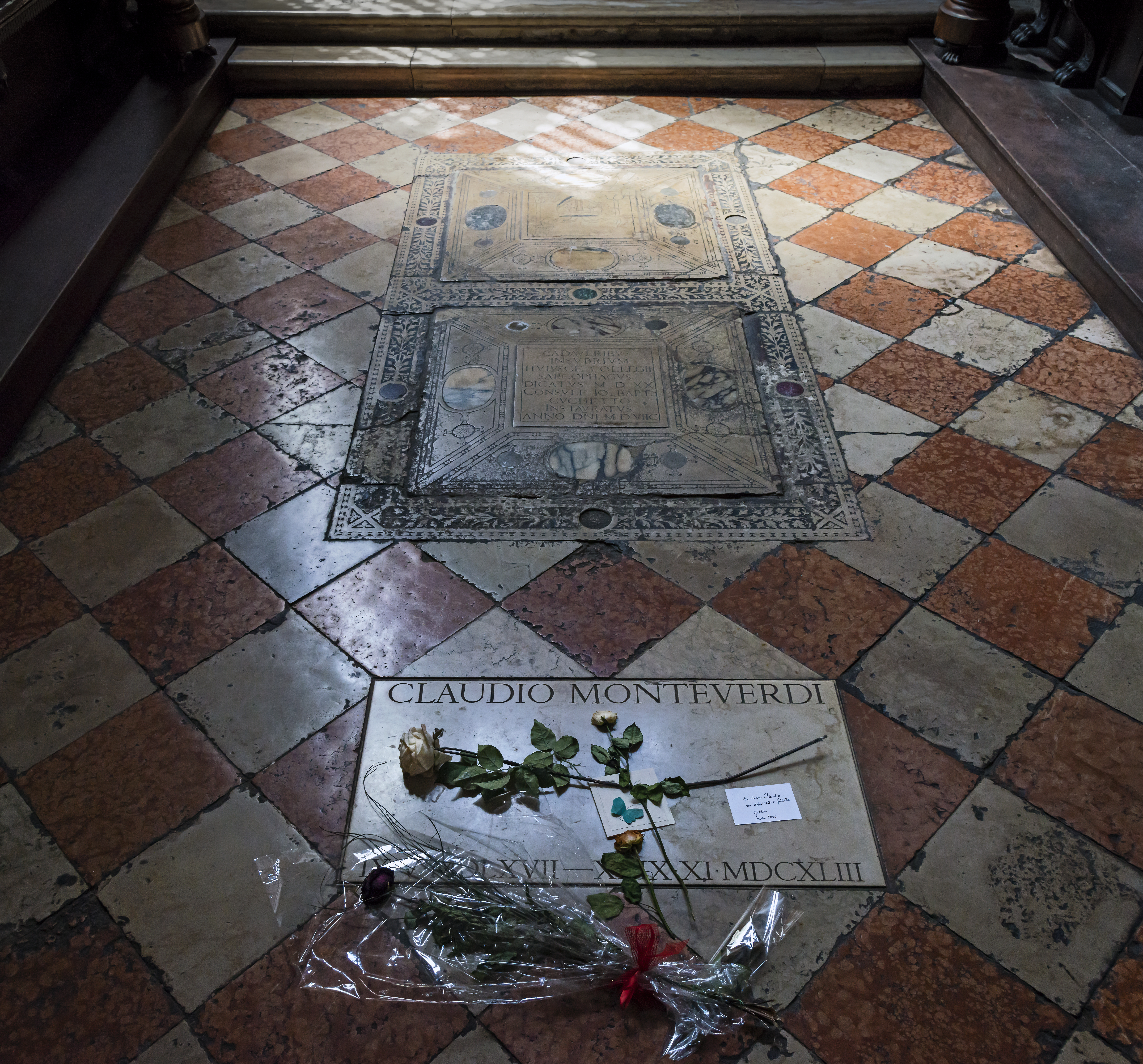
La tomba nella Basilica di Santa Maria Gloriosa dei Frari

Monteverdi morì a Venezia il 29 novembre 1643, dopo una breve malattia, e fu seppellito nella Basilica di Santa Maria Gloriosa dei Frari.
Le opere lasciate incompiute dalla sua scomparsa includono un ballo destinato a Piacenza per il carnevale 1643-1644, il trattato sulla seconda prattica promesso già nella prefazione del V libro dei madrigali (il cui titolo definitivo avrebbe dovuto essere Melodia, overo Seconda pratica musicale) e forse un'altra opera d'ispirazione omerica, l'Ulisse errante. Vi fu inoltre un numero inusuale di pubblicazioni postume, tra le quali la Messa e salmi del 1649 e il IX libro dei madrigali 1651.
La sua musica ebbe larga diffusione in nord Europa anche attraverso numerose copie manoscritte e contrafacta. La sua influenza fu determinante sia direttamente nella musica vocale sacra e profana dei compositori fino al volgere del secolo, sia indirettamente nella sperimentazione dei nuovi linguaggi strumentali, ispirati in particolare alla scrittura fortemente teatrale della seconda prattica.

## La musica

### Antecedenti: dal Rinascimento al Barocco

Musicisti del tardo Rinascimento, (Gerard van Honthorst, The Concert, 1623)

Gli storici della musica concordano nell’identificare come rinascimentale il periodo che va dalla metà del XV secolo al 1625 circa, caratterizzato, secondo Lewis Lockwood, da "sostanziale unità di prospettiva e linguaggio". La letteratura musicale ha anche definito il periodo successivo (che copre la musica composta approssimativamente dal 1580 al 1750) come l'età del barocco. È nella sovrapposizione di questi periodi, cioè tra la fine del XVI e l'inizio del XVII secolo, che fiorì gran parte della creatività di Monteverdi; egli si pone dunque come figura di transizione tra Rinascimento e Barocco.
In epoca rinascimentale, la musica si era sviluppata come disciplina formale, una "pura scienza delle relazioni", citando ancora una volta Lockwood. In epoca barocca divenne una forma di espressione estetica, sempre più utilizzata per adornare celebrazioni sociali e festive in cui, secondo l'ideale di Platone, la musica era subordinata al testo. Il canto solista con accompagnamento strumentale, o monodia, acquisì maggiore significato verso la fine del XVI secolo, sostituendo la polifonia come mezzo principale di espressione della musica drammatica. Questa era l'epoca di cambiamento in cui operò Monteverdi. Percy Scholes nel suo The Oxford Companion to Music descrive la "nuova musica" così: "[I compositori] scartarono la polifonia corale dello stile madrigalistico come barbara, e impostarono dialoghi o soliloqui per singole voci, imitando più o meno le inflessioni del discorso e accompagnando la voce suonando semplici accordi di supporto. Brevi cori erano intervallati, ma anch'essi erano omofonici piuttosto che polifonici."

### Madrigali

#### Primo periodo: 1587-1590

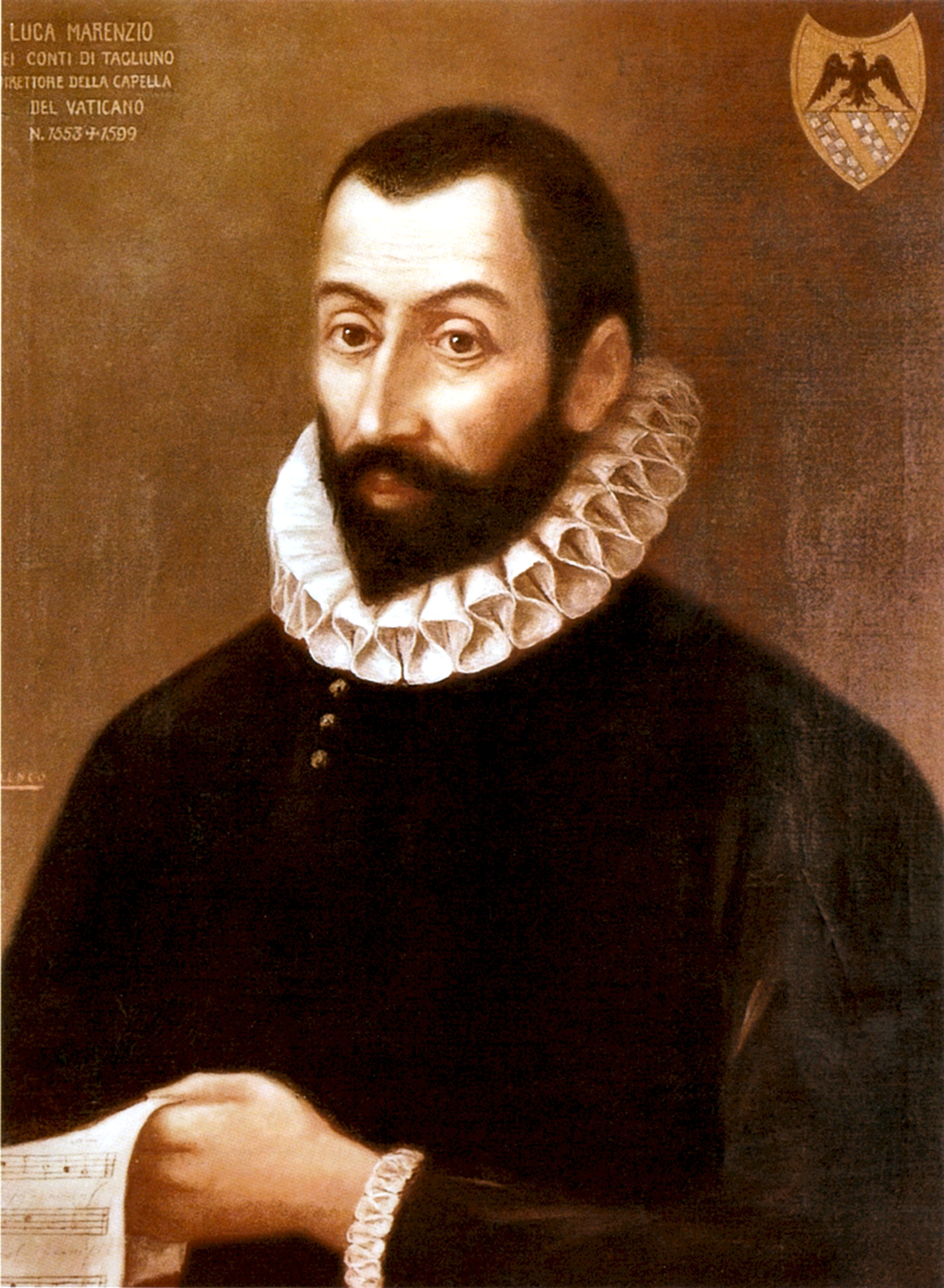
Luca Marenzio, uno dei compositori di riferimento del primo Monteverdi

Ingegneri, il primo tutore di Monteverdi, era un maestro dello stile vocale della musica reservata, che prevedeva l'uso di progressioni cromatiche e madrigalismi. Le prime composizioni di Monteverdi erano basate su questo stile. Ingegneri era un compositore tradizionale del Rinascimento, "un po' anacronistico", secondo Arnold, ma Monteverdi studiò anche l'opera di compositori più "moderni" come Luca Marenzio, Luzzasco Luzzaschi e, di lì a poco, Giaches de Wert, da cui avrebbe appreso l'arte di esprimere i “moti dell'animo“. Fu uno studente precoce e produttivo, come indicano le sue pubblicazioni giovanili del 1582-1583. Paul Ringer scrive che "questi sforzi adolescenziali rivelano una palpabile ambizione combinata con un'impressionante padronanza dello stile contemporaneo", ma mostra soprattutto la competenza del loro creatore piuttosto che una sorprendente originalità. Geoffrey Chew li classifica come "non nella linea più moderna per il periodo”, accettabile ma non attuale. Chew valuta la collezione delle Canzonette del 1584 molto più di quella giovanile precedente: “Questi brevi pezzi in tre parti si basano sullo stile arioso e moderno delle villanelle di Marenzio, [basato su] un sostanziale vocabolario di madrigalismi testuali.
La forma canzonetta era molto usata dai compositori dell'epoca come esercizio tecnico, ed è un elemento di spicco nel primo libro di madrigali di Monteverdi pubblicato nel 1587. In questo libro le ambientazioni giocose e pastorali riflettono ancora lo stile di Marenzio, mentre l'influenza di Luzzaschi è evidente nell'uso da parte di Monteverdi delle dissonanze. Il secondo libro (1590) inizia con un'ambientazione modellata sui versi moderni del Marenzio, "Non si levav 'ancor", e si conclude con un testo di 50 anni prima: il "Cantai un tempo" di Pietro Bembo. Monteverdi musica quest'ultimo in uno stile arcaico che ricorda Cipriano de Rore. Tra questi c'è "Ecco mormorar l'onde", fortemente influenzato da de Wert e salutato da Chew come il "grande capolavoro" del secondo libro.
Un filo conduttore di questi primi lavori è l'uso da parte di Monteverdi della tecnica dell'imitatio, una pratica molto diffusa tra i compositori del periodo in cui materiale di compositori precedenti o contemporanei veniva utilizzato come modello per il proprio lavoro. Monteverdi ha continuato a utilizzare questa procedura ben oltre gli anni dell'apprendistato, fattore che portò alcuni critici di epoche successive a dubitare della sua presunta originalità.

#### Periodo di mezzo: 1590-1605
I primi quindici anni di servizio di Monteverdi a Mantova sono racchiusi nelle sue pubblicazioni del terzo libro di madrigali nel 1592 e del quarto e quinto libro nel 1603 e 1605. Tra il 1592 e il 1603 diede contributi minori ad altre antologie. Quanto abbia composto in questo periodo è materia di congetture; i suoi numerosi incarichi alla corte mantovana possono aver limitato le sue opportunità, ma molti dei madrigali che pubblicò nel quarto e nel quinto libro furono scritti ed eseguiti negli anni '90 del XVI secolo, alcuni dei quali ebbero un posto di rilievo nella controversia con Artusi.
Il terzo libro mostra fortemente l'accresciuta influenza di Wert, all'epoca diretto superiore di Monteverdi come maestro de capella a Mantova. Due poeti dominano la raccolta: Tasso, la cui poesia lirica aveva avuto un posto di rilievo nel secondo libro, ma è qui rappresentata attraverso i versi più epici ed eroici della Gerusalemme liberata, e Giovanni Battista Guarini, i cui versi erano apparsi sporadicamente nelle prime pubblicazioni di Monteverdi, ma costituiscono circa la metà del contenuto del terzo libro. L'influenza di Wert si riflette nell'approccio schiettamente moderno di Monteverdi e nelle sue impostazioni espressive e cromatiche dei versi di Tasso. Delle impostazioni di Guarini, Chew scrive: "Lo stile epigrammatico spesso dipende da forti progressioni cadenzali finali, con o senza l'intensificazione fornita da catene di dissonanze sospese". Chew cita l'ambientazione di "Stracciami pur il core" come "un ottimo esempio dell'irregolare pratica dissonante di Monteverdi". Tasso e Guarini erano entrambi assidui frequentatori della corte mantovana; l'associazione di Monteverdi con loro e il suo assorbimento delle loro idee potrebbe aver contribuito a gettare le basi del suo approccio ai drammi musicali che avrebbe creato un decennio dopo.
Con il progredire degli anni '90, Monteverdi si avvicinò alla forma che avrebbe identificato a tempo debito come Seconda prattica. Claude V. Palisca cita il madrigale Ohimè, se tanto amate, pubblicato nel quarto libro ma scritto prima del 1600 (e tra le opere attaccate dall'Artusi), come tipico esempio dello sviluppo della capacità di invenzione. Anche in questo madrigale Monteverdi si discosta dalla prassi consolidata nell'uso della dissonanza, per mezzo di un ornamento vocale che Palisca definisce échappé. L'uso audace di questo dispositivo da parte di Monteverdi è, dice Palisca, "come un piacere proibito". In questo e in altri contesti le immagini evocate dal poeta hanno la precedenza assoluta, anche a scapito della consistenza musicale.
Il quarto libro comprende madrigali a cui Artusi si oppose per il loro "modernismo". Tuttavia, Massimo Ossi lo descrive come "un'antologia di opere disparate saldamente radicata nel XVI secolo", più vicino per natura al terzo libro che al quinto. Oltre a Tasso e Guarini, Monteverdi in questa raccolta musica versi di Ottavio Rinuccini, Maurizio Moro (Sì ch'io vorrei morire) e Ridolfo Arlotti (Luci serene e chiare). Evidente è la familiarità del compositore con le opere di Carlo Gesualdo e con compositori della scuola di Ferrara come Luzzaschi; il libro fu dedicato a una società musicale ferrarese, gli Accademici Intrepidi.
Il quinto libro è proiettato verso il futuro; Monteverdi utilizza qui lo stile concertato con basso continuo (una tecnica che sarebbe divenuta una caratteristica tipica dell'emergente epoca barocca), e include una sinfonia (intermezzo strumentale) nel brano finale. La sua musica attraversa complessi contrappunti e audaci armonie, pur combinando a volte le possibilità espressive della nuova musica con la polifonia tradizionale.
Aquilino Coppini trasse gran parte della musica per il suo sacro contrafacta del 1608 dal terzo, quarto e quinto libro dei madrigali di Monteverdi. Scrivendo ad un amico nel 1609, Coppini commentava che i brani di Monteverdi “richiedono, durante la loro esecuzione, pause più duttili e battute non strettamente regolari, che ora premono in avanti o si abbandonano al rallentamento [...] mirabile capacità di commuovere gli affetti“.

#### Sesto libro
Durante i suoi anni a Venezia Monteverdi pubblicò il sesto (1614), il settimo (1619) e l'ottavo (1638) libro di madrigali. Il sesto libro è composto da opere scritte prima della partenza del compositore da Mantova. Hans Redlich lo vede come un'opera di transizione, contenente le ultime composizioni madrigalesche di Monteverdi alla maniera della prima prattica , insieme alla musica tipica del nuovo stile espressivo che Monteverdi aveva mostrato nelle opere drammatiche del 1607-08. Il tema centrale della collezione è la perdita; l'opera più nota è la versione a cinque voci del Lamento d'Arianna, che, dice Massimo Ossi, dà "una lezione oggettiva sullo stretto rapporto tra recitativo monodico e contrappunto". Il libro contiene le prime composizioni di Monteverdi su versi di Giambattista Marino, e due sonetti del Petrarca, che Ossi considera i pezzi più straordinari del volume, fornendo alcuni "momenti musicali sbalorditivi".

#### Settimo libro
Dopo lo sguardo al passato del sesto libro, nel settimo l'opera monteverdiana si allontana dai contenuti tradizionali del madrigale e dalla monodia, in favore dei duetti da camera. Ci sono eccezioni, come Lettere amorose "Se i languidi miei sguardi" e "Se pur destina e vole", scritti nel genere rappresentativo, cioè recitati e cantati. Dei duetti che costituiscono le caratteristiche principali del volume, Chew mette in evidenza "Ohimé, dov'è il mio ben, dov'è il mio core", una romanesca in cui due voci acute esprimono dissonanze sopra un pattern di basso ripetitivo. Il libro contiene anche grandi opere d'insieme e il balletto Tirsi e Clori. Fu l'apice del "periodo marinista" di Monteverdi; sei dei pezzi del libro sono ambientazioni dei versi del poeta. Secondo Carter, Monteverdi "abbracciò i baci madrigaleschi e i morsi d'amore di Marino con l'entusiasmo tipico dell'epoca".

#### Ottavo libro
L'ottavo libro, sottotitolato Madrigali guerrieri et amorosi è strutturato in due metà simmetriche, una rappresentante la guerra l'altra l'amore. Ogni metà inizia con una scena a sei voci, seguita da una scena petrarchesca di altrettanto vasta scala, quindi una serie di duetti principalmente per voci di tenore, e si conclude con un numero teatrale e un balletto finale. La parte “guerresca" contiene diversi riferimenti più o meno espliciti all'imperatore Ferdinando III, succeduto al trono asburgico nel 1637. Molti dei poeti più apprezzati da Monteverdi (Strozzi, Rinuccini, Tasso, Marino, Guarini) sono stati musicati in questa raccolta.
L'opera è suddivisa in due parti: una raggruppa tutti i madrigali amorosi mentre l'altra quelli guerrieri e, all'interno di questi madrigali, possiamo vedere applicata la sua seconda pratica, che espone a livello teorico nella prefazione del libro. Questo testo indica anche il dedicatario di quest'opera ovvero il neoimperatore del sacro romano impero Ferdinando III d'Asburgo, figlio di Federico II il quale era sposato con Eleonora Gonzaga della corte di Mantova dove Monteverdi aveva lavorato e alla quale era molto legato. Quest'ottavo libro stampato a Venezia nella tipografia di Alessandro Vincenti nel 1638 e raccoglie in sé diverse opere emblematiche del maturo Monteverdi e alcune tra le più importanti innovazioni musicali raggiunte fino a quel tempo. Nonostante la grande fama che già al tempo di Monteverdi questo libro aveva riscosso, faro di una rivoluzione dal punto di vista stilistico, non venne ristampato e, ad oggi, sono giunte solamente tre copie: una conservata al Museo Internazionale e biblioteca della Musica di Bologna, una alla Biblioteca nazionale di Francia e l'ultima alla Library of Congress di Washington.
Nella prefazione contenuta all’interno dell’ottavo libro di Madrigali, Claudio Monteverdi inserisce la spiegazione del suo intento nel dare una rappresentazione musicale alle passioni dell’anima. In particolare, quest’ultime possono essere ricondotte a tre ‘affezioni dell’animo’. Esse sono la Temperantia, intesa come la sobrietà, l’equilibrio, la Humilta/Supplicatione, ossia uno stato dell’animo che comporta la compassione e la preghiera, mentre l’ultima riguarda l’Ira. A questa ‘grammatica dei sentimenti’, Claudio Monteverdi fa corrispondere tre stili musicali che prendono il nome di temperato, molle e concitato. Se dei primi due, come afferma lo stesso musicista, è possibile trovare esempi nella produzione musicale di compositori precedenti, per quanto riguarda l’ultimo essi non esistono. Di conseguenza, per elaborare lo stile concitato, Monteverdi si affida alla descrizione che Platone fornisce all’interno del III libro della Repubblica di cui usa una traduzione latina per citarlo all’interno della prefazione. Interessante notare l’errore per cui al posto di Repubblica si legge Retorica, anche se non si è a conoscenza se la svista sia da attribuire a Monteverdi stesso oppure allo stampatore. Riprendendo la citazione, Platone afferma: “Non conosco le armonie”, dissi, «ma tu conserva quella che sappia imitare come si conviene la voce e gli accenti di un uomo valoroso in un'azione di guerra o in una qualsiasi opera violenta, e che anche quando non ha avuto successo o va incontro alle ferite o alla morte o è caduto in altra disgrazia, in tutte queste circostanze lotta contro la sorte con disciplina e fermezza”. Partendo da tutto ciò, Monteverdi riesce a sviluppare la tecnica musicale basata sull’esecuzione rapida, anche vocale, adatta ad esprimere il furore e utilizzata per la prima volta nel Combattimento di Tancredi e Clorinda. Oltre alla definizione di quello che poi il musicista elabora in stile concitato, nel III libro della Repubblica di Platone è presente anche la descrizione dell’armonia opposta, ossia lo stile temperato. In particolare lo stesso filosofo afferma: “Conserva pure un'altra armonia, capace di imitare un uomo impegnato in un'azione pacifica non per costrizione ma per sua volontà che cerca di persuadere un dio con la preghiera o un uomo con l'ammaestramento e i consigli, o al contrario si mostra disposto quando un altro lo prega o gli dà ammaestramenti o cerca di dissuaderlo, e in virtù di questo ha ottenuto un risultato conforme ai suoi propositi e non ne va superbo, ma in tutte queste circostanze si comporta con temperanza ed equilibrio, accettando ciò che gli accade. Conserva queste due armonie, una violenta e l'altra volontaria, che sapranno imitare nel modo migliore le voci di persone sventurate, fortunate, temperanti, coraggiose”.
La prima parte dell'Ottavo Libro quella dedicata ai Canti guerrieri di fatti si conclude, come già avvenuto nel Libro Settimo, con un Ballo: Volgendo il ciel e Movete al mio bel suon, il quale potrebbe essere stato inviato da Monteverdi a Vienna nel 1636 per l'incoronazione del nuovo imperatore. 
Il testo venne originariamente scritto in onore di Enrico IV di Francia dal poeta fiorentino Ottavio Rinuccini, venne in seguito riadattato per essere inviato a Vienna in onore dell’incoronazione di Ferdinando III, per questo motivo vari riferimenti nel testo sono stati modificati per adattarsi al nuovo contesto.
In questo brano, lo stile madrigalistico e lo spirito della Canzone a ballo si fondono, dopo un'Introdutione (Volgendo il ciel), il balletto inizia con un ingresso strumentale per i danzatori, il Poeta canta la previsione di un'età di pace sotto il governo di Ferdinando III (dato che il pezzo fu probabilmente scritto per la sua incoronazione); successivamente il Poeta invita le Ninfe dell'Istro a danzare in onore delle Dame presenti. 
A seguire inizia il Ballo vero e proprio “Movete al mio bel suon” a 5 voci con due violini, diviso in due sezioni (tra le due quartine del sonetto) fra le quali, secondo un’indicazione dello stesso Monteverdi, si dovrebbe eseguire un'altra danza «si faccia canario o passo e mezzo, o altro ballo, a piacimento, senza canto». In tutti i suoi balletti Monteverdi, coinvolge musica solistica e d'insieme per voci e musica strumentale. 
Il Ballo delle Ninfe dell'Istro, Volgendo il ciel e il balletto che segue rappresentano un canto di lode per il dedicatario del libro ottavo, adattando perfettamente la musica al genere teatrale. Probabilmente Monteverdi lo inserì in questo libro per i suoi accenni celebrativi alle naiadi del Danubio e al “Re novo del romano impero”.
Il ballo delle ingrate o Mascherata delle Ingrate, su testo di Ottavio Rinuccini conclude l'Ottavo Libro. Fu rappresentato per la prima volta a Mantova mercoledì 4 giugno 1608 nell'ambito delle celebrazioni nuziali di Francesco Gonzaga e Margherita di Savoia, hanno preso parte al ballo sia Vincenzo che Francesco Gonzaga. Tra i due Balletti teatrali, che per volere del Principe Francesco Gonzaga chiusero i festeggiamenti ufficiali, troviamo il Ballo delle Ingrate di Claudio Monteverdi e Ottavio Rinuccini.
Per quanto riguarda il Ballo delle Ingrate, la data di pubblicazione del libretto e quella della partitura non coincidono, infatti il libretto di Ottavio Rinuccini venne pubblicato con il titolo Mascherata delle Ingrate e la musica di Claudio Monteverdi nei Madrigali guerrieri et amorosi del Libro Ottavo nel 1638. La partitura presente nel libro è la versione del Ballo delle Ingrate che il compositore ha adattato e ridotto (eliminando le parti inerenti al matrimonio mantovano) per i festeggiamenti dell’Incoronazione di Ferdinando III d’Asburgo a Vienna nel 1636 avvenuta a seguito della morte dell'imperatore Mattia d'Asburgo incoronato col nome di Mattia II re di Boemia e Ungheria.

### Opera e musica sacra: 1607–1612
Negli ultimi cinque anni di servizio a Mantova, Monteverdi completò le opere L'Orfeo (1607) e L'Arianna (1608), e scrisse una cospicua quantità di musica sacra, tra cui la Messa in illo tempore  (1610) e anche la monumentale raccolta nota come Vespro della Beata Vergine a cui spesso si fa riferimento come Vespri di Monteverdi (1610). Pubblicò anche gli Scherzi musicale a tre voci (1607), oltre ad arrangiamenti di versi composti a partire dal 1599 e dedicati all'erede dei Gonzaga, Francesco. Il trio vocale negli Scherzi comprende due soprani e un basso, accompagnati da semplici ritornelli strumentali. Secondo Bowers la musica "rifletteva le modeste risorse presenti alla corte del principe; è stata, tuttavia, la prima pubblicazione ad associare voci e strumenti in questo modo particolare".

#### L'Orfeo

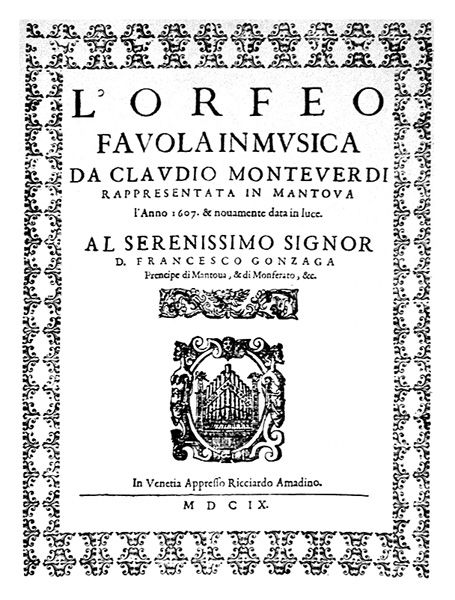
Frontespizio de L'Orfeo di Monteverdi, edizione veneziana del 1609

L'opera si apre con una breve toccata di tromba. Il prologo della musica (figura che rappresenta la musica), introdotto con un ritornello degli archi e ripetuto spesso durante tutto l'arco della composizione per rappresentare il "potere della musica", risulta essere uno dei primi esempi di leitmotif operistico. Il primo atto presenta un idillio pastorale, il cui stato d'animo esuberante perdura nel secondo atto. La confusione e il dolore che seguono la notizia della morte di Euridice si riflettono musicalmente nelle dure dissonanze e nella sovrapposizione di tonalità diverse. La musica rimane su questo filone fino a quando l'atto si conclude con i suoni consolanti del ritornello.
Il terzo atto è dominato dall'aria di Orfeo Possente spirto e formidabil nume, con la quale il protagonista tenta di persuadere Caronte a permettergli di entrare nell'Ade. Gli abbellimenti vocali e l'accompagnamento virtuoso di Monteverdi forniscono ciò che Tim Carter ha descritto come "una delle rappresentazioni visive e uditive più avvincenti" della prima opera. Nel quarto atto il calore del canto di Proserpina per conto di Orfeo viene trattenuto fino a quando Orfeo fatalmente "si volta indietro". Il breve atto finale, che vede il salvataggio e la metamorfosi di Orfeo, è incorniciato dall'apparizione finale del ritornello e da una vivace moresca che riporta il pubblico al suo mondo quotidiano.
In tutta l'opera Monteverdi fa un uso innovativo della polifonia, estendendo le regole oltre le convenzioni che i compositori del suo tempo normalmente osservavano in fedeltà a Palestrina. Combina elementi del tradizionale madrigale del XVI secolo con il nuovo stile monodico in cui il testo domina la musica e le sinfonie e i ritornelli strumentali illustrano l'azione.

#### L'Arianna
La musica di quest'opera è andata perduta ad eccezione del Lamento d'Arianna, che fu pubblicato nel sesto libro nel 1614 come madrigale a cinque voci; una versione monodica separata è stata pubblicata nel 1623. Nel suo contesto operistico il lamento descrive le varie reazioni emotive di Arianna al suo abbandono: dolore, rabbia, paura, autocommiserazione, desolazione e senso di inutilità. Per tutto il tempo, indignazione e rabbia sono punteggiate da tenerezza, fino a quando una linea discendente porta il pezzo a una conclusione tranquilla.
La musicologa Suzanne Cusick scrive che Monteverdi "ha creato il "lamento" come genere riconoscibile di musica vocale da camera e come scena standard nell'opera che sarebbe divenuto cruciale, quasi definente il genere, per le opere pubbliche su vasta scala del Seicento veneziano". Cusick osserva come Monteverdi riesca ad abbinare in musica i "gesti retorici e sintattici" del testo di Ottavio Rinuccini. Le parole ripetute di apertura "Lasciatemi morire" sono accompagnate da un accordo di settima dominante che Ringer descrive come "un'indimenticabile pugnalata cromatica di dolore". Ringer suggerisce che il lamento definisce la creatività innovativa di Monteverdi in maniera simile a quella in cui il Preludio e il Liebestod del Tristano e Isotta annunciarono la scoperta da parte di Wagner di nuove frontiere espressive.
Il libretto completo di Rinuccini, che è sopravvissuto, è stato rivisto in tempi moderni da Alexander Goehr; tale riadattamento include anche una versione del Lamento di Monteverdi.

#### I Vespri

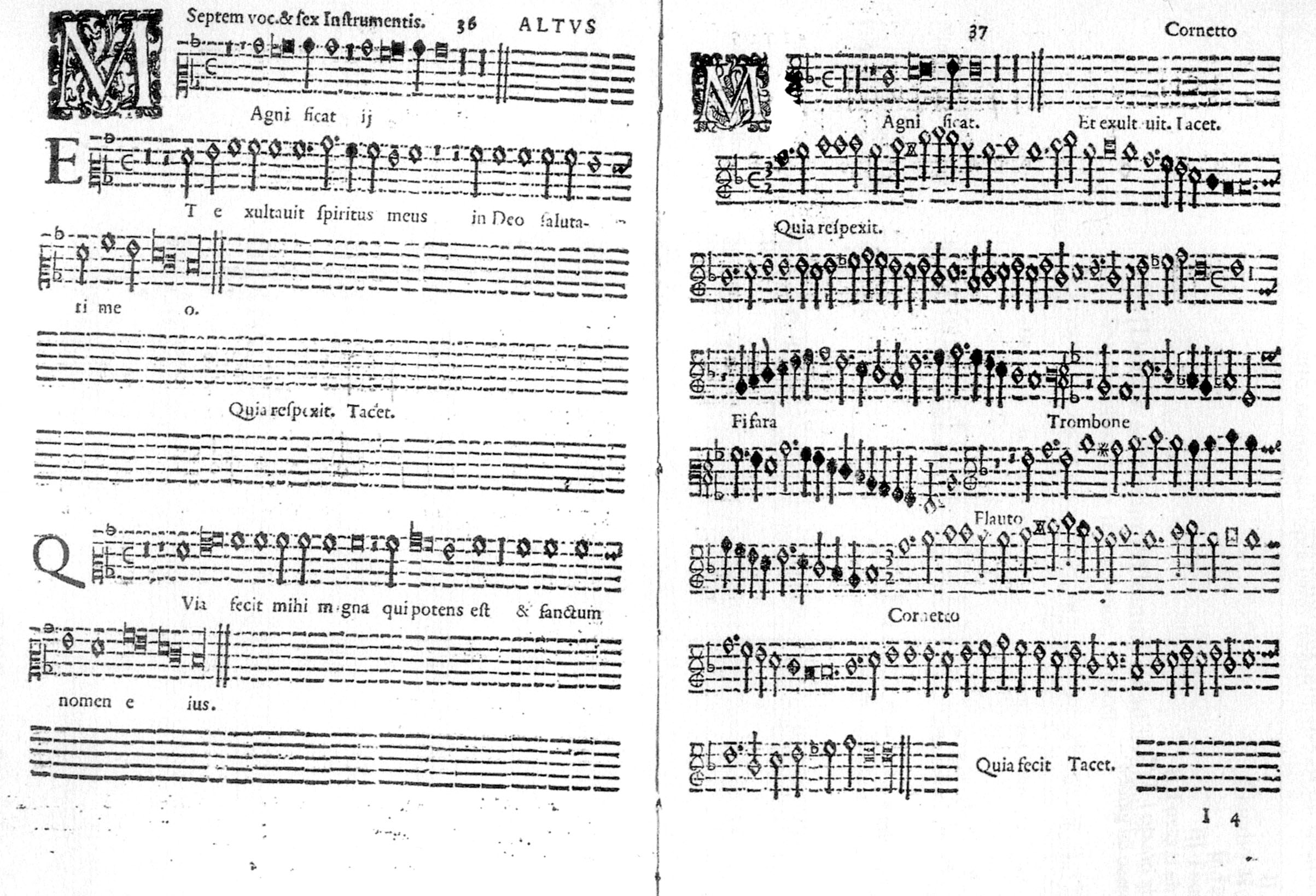
Pagine del Magnificat dei Vespri

Il Vespro della Beata Vergine fu la prima composizione sacra pubblicata da Monteverdi dopo i Madrigali spirituali del 1583. Esso si compone di 14 parti: un versetto introduttivo e risposta, cinque salmi intervallati da cinque "sacri concerti" (nomenclatura di Monteverdi), un inno e due Magnificat. Collettivamente questi pezzi soddisfano i requisiti per un servizio dei Vespri in qualsiasi festa della Vergine. Monteverdi impiega molti stili musicali; i tratti più tradizionali, come cantus firmus, falsobordone e canzone veneziana, si mescolano con le ultime innovazioni madrigalistiche, tra effetti di eco e catene di dissonanze. Alcune delle caratteristiche musicali utilizzate ricordano, per forze strumentali e vocali, L'Orfeo, scritto leggermente prima.
In quest'opera i "sacri concerti" svolgono il ruolo delle antifone che dividono i salmi nei regolari servizi dei Vespri. Il loro carattere non liturgico ha portato gli scrittori a chiedersi se dovessero essere effettivamente integrati all'interno di questo lavoro, o addirittura se questa fosse l'intenzione di Monteverdi. In alcune versioni, infatti, (per esempio, quelle di Denis Stevens) i concerti sono sostituiti con antifone associate alla Vergine, sebbene John Whenham nella sua analisi dell'opera sostenga che la raccolta nel suo insieme dovrebbe essere considerata come un'unica entità liturgica e artistica.
Tutti i salmi, e il Magnificat, sono basati su toni salmodici melodicamente limitati e ripetitivi, attorno ai quali Monteverdi costruisce una gamma di trame innovative. Lo stile concertato sviluppato da Monteverdi sfida il tradizionale cantus firmus, ed è più evidente nella "Sonata sopra Sancta Maria", scritta per otto archi e fiati più basso continuo ed una sola voce di soprano. Monteverdi usa ritmi moderni, frequenti cambi di metro e trame sempre diverse; eppure, secondo John Eliot Gardiner, "nonostante il virtuosismo della sua scrittura strumentale e l'evidente cura che ha profuso nella combinazioni di timbro", la principale preoccupazione di Monteverdi era risolvere la giusta combinazione di parole e musica.
Gli effettivi ingredienti musicali dei Vespri non erano nuovi per Mantova, (il concertato era già stato adoperato da Lodovico Grossi da Viadana, un ex maestro di cappella della cattedrale di Mantova, mentre la Sonata sopra era stata anticipata da Arcangelo Crotti nel suo Sancta Maria pubblicato nel 1608. Si tratta, scrive Denis Arnold, della mescolanza monteverdiana dei vari elementi a rendere la musica unica. Arnold aggiunge che i Vespri hanno raggiunto fama e popolarità solo dopo la loro riscoperta nel XX secolo; non erano particolarmente considerati ai tempi di Monteverdi.

### Altre composizioni veneziane: 1614–1638
Durante il periodo della sua residenza veneziana, Monteverdi compose una notevole quantità di musica sacra. Numerosi mottetti e altre opere brevi sono stati inclusi in antologie di editori locali come Giulio Cesare Bianchi (ex allievo di Monteverdi) e Lorenzo Calvi, e altri sono stati pubblicati altrove in Italia e Austria.
La gamma di stili nei mottetti è ampia, da semplici arie strofiche con accompagnamento di archi a declamazioni su vasta scala con un alleluia finale.
Monteverdi mantenne legami affettivi e politici con la corte mantovana e scrisse per essa, o si impegnò a scrivere, grandi quantità di musica da palcoscenico tra cui almeno quattro opere. Il balletto Tirsi e Clori sopravvive attraverso la sua inclusione nel settimo libro, ma il resto della musica drammatica mantovana è perduto. Molti dei manoscritti mancanti potrebbero essere scomparsi nella guerra di successione mantovana nel 1630. L'aspetto più significativo della loro perdita, secondo Carter, è la misura in cui avrebbero potuto fornire collegamenti musicali tra le prime opere mantovane di Monteverdi e quelle scritte a Venezia dopo il 1638: "Senza questi collegamenti è difficile produrre un resoconto coerente del suo sviluppo come compositore per il teatro". Allo stesso modo, Janet Beat si rammarica che il buco di 30 anni ostacoli lo studio di come l'orchestrazione monteverdiana si sia sviluppata durante quei primi anni critici.
A parte i madrigali, l'unica raccolta pubblicata da Monteverdi in questo periodo fu il volume di Scherzi musicali nel 1632. Per ragioni sconosciute, il nome del compositore non compare sull'iscrizione, la dedica invece si, essendo stata firmata dallo stampatore veneziano Bartolemeo Magni; Carter ipotizza che Monteverdi possa aver voluto mantenere le distanze da questa collezione profana. Tale raccolta mescola canzoni strofiche per voce solista accompagnate dal continuo con opere più complesse che impiegano variazioni continue su modelli di basso ripetuti. Chew definisce la ciaccona per due tenori, Zefiro torna e di soavi accenti, come pezzo di spicco della collezione: "La maggior parte di questo brano consiste in ripetizioni di un pattern di basso che assicura una semplice unità tonale, per il fatto di essere inquadrata come una semplice cadenza nella tonalità di sol maggiore: su queste ripetizioni si dispiegano variazioni inventive ad opere con passaggi virtuosistici.

### Opere tarde e lavori finali

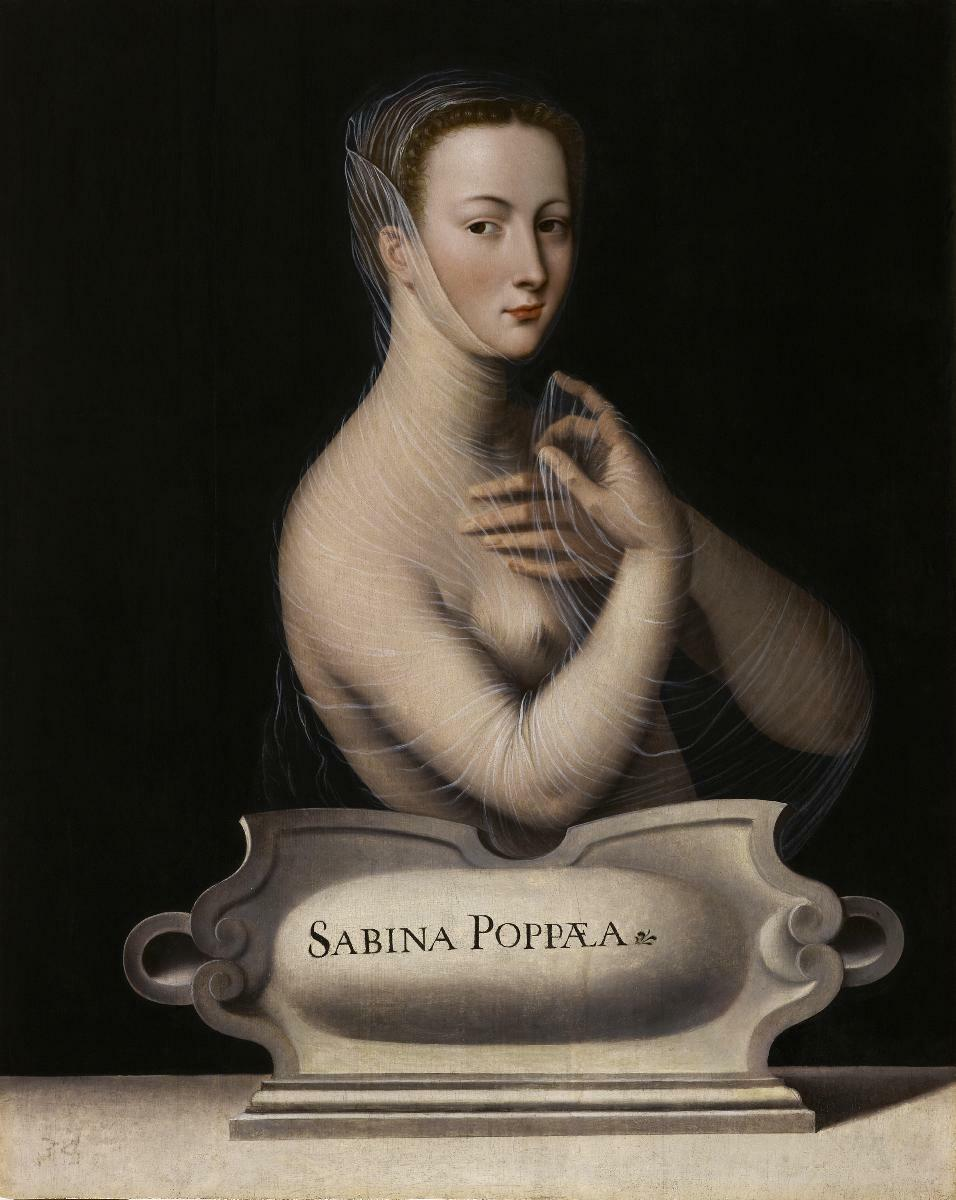
Poppea, rappresentata in un quadro del XVI secolo

Gli ultimi anni della vita di Monteverdi furono molto occupati dalla composizione di opere destinate al palcoscenico veneziano. Richard Taruskin, nel suo Oxford History of Western Music, dà al suo capitolo su questo argomento il titolo "Opera from Monteverdi to Monteverdi". Questa formulazione, originariamente proposta umoristicamente dallo storico della musica italiano Nino Pirrotta, è interpretata seriamente da Taruskin come indicante che Monteverdi è significativamente responsabile della trasformazione del genere operistico da intrattenimento privato della nobiltà (come con Orfeo  nel 1607), a quello che divenne un importante genere commerciale, come esemplificato dalla sua opera L'incoronazione di Poppea (1643). Le due opere sopravvissute di questo periodo, Il ritorno d'Ulisse in patria e L'incoronazione sono ritenute da Arnold come le prime opere "moderne"; Il ritorno è la prima opera veneziana a partire da quello che Ellen Rosand definisce "la pastorale mitologica". Tuttavia, David Johnson in The North American Review avverte il pubblico di non aspettarsi un'affinità immediata con Mozart, Verdi o Puccini: "Bisogna sottomettersi a un ritmo molto più lento, a una concezione della melodia molto più casta, a uno stile vocale che dapprima è solo secca declamazione e solo dopo un ascolto ripetuto comincia ad assumere una straordinaria eloquenza".
Il ritorno, dice Carter, è chiaramente influenzato dai primi lavori di Monteverdi. Il lamento di Penelope nel primo atto è vicino nel carattere al lamento de L'Arianna, mentre gli episodi marziali ricordano Il combattimento. Lo Stile concitato è prominente nelle scene di combattimento e nell'uccisione dei proci. In L'incoronazione, Monteverdi rappresenta stati d'animo e situazioni con specifici dispositivi musicali: il metro triplo sta per il linguaggio dell'amore, gli arpeggi dimostrano il conflitto, lo stile concitato rappresenta la rabbia. È in corso il dibattito su quanto della musica esistente de L'incoronazione sia originale di Monteverdi, e quanto sia opera di altri (vi sono, ad esempio, tracce di musiche di Francesco Cavalli).
La Selva morale e spirituale del 1641, e la postuma Messa et salmi pubblicata nel 1650 (a cura di Cavalli), sono selezioni della musica sacra che Monteverdi scrisse per San Marco durante il suo trentennale mandato (molto altro è stato probabilmente scritto ma non pubblicato). Il volume Selva morale si apre con una serie di ambientazioni madrigalistiche su testi morali, soffermandosi su temi come “la natura transitoria dell'amore, il rango terreno e il successo se non anche l'esistenza stessa". Seguono una Messa in stile antico (la cosiddetta Prima pratica), il cui culmine è un esteso "Gloria" a sette voci. Gli studiosi ritengono che questa composizione potrebbe essere stata scritta per celebrare la fine della peste del 1630. Il resto del volume è composto da numerosi salmi, due Magnificat e tre Salve Regina. Il volume Messa et salmi comprende una Messa a quattro voci nello stile antico, un'impostazione polifonica del salmo Laetatus Sum, e una versione delle Litanie lauretane che Monteverdi aveva originariamente pubblicato nel 1620.
Il nono libro postumo di madrigali è stato pubblicato nel 1651, ed è una miscellanea risalente ai primi anni Trenta del Seicento, alcuni elementi sono però ripetizioni di brani precedentemente pubblicati, come il popolare duetto O sia tranquillo il mare del 1638. Il libro include un trio per tre soprani, Come dolce oggi l'auretta, che è l'unica musica sopravvissuta dell'opera Proserpina rapita del 1630, andata per il resto perduta.

## Ricezione critica
Monteverdi, chiamato "l'oracolo della musica" e "il nuovo Orfeo" dai suoi contemporanei, rimase prestigioso per più di un decennio dopo la sua morte. Apparvero nuove edizioni delle sue opere, gli editori ne portarono alla luce molte altre ancora inedite, sia in antologie che in volumi a lui dedicati, e alcune sue opere continuarono ad essere messe in scena in tutta Europa. Diversi importanti musicisti hanno scritto memorie significative, come Thomas Gobert, maestro di cappella del re di Francia, il quale lodò la sua ricerca armonica; Heinrich Schütz, che si dichiarò suo debitore, e il trattatista Christoph Bernhard, che lo incluse tra i maestri di quello che chiamò "stile lussuoso". In Italia l'espressività della sua composizione vocale per il teatro continuò ad essere apprezzata, ma dopo questa breve sopravvivenza, con il sorgere di uno stile lirico più fluido e leggero, con la costante richiesta di novità da parte del pubblico e con il rapido declino del madrigale, la sua musica smise di essere eseguita. Le sue opere sacre riuscirono a rimanere in voga un po' più a lungo, a causa del conservatorismo prevalente nell’ambito sacro, ma anche queste finirono per cedere. Il suo nome fu menzionato di nuovo solo a cavallo tra il XVII ed il XVIII secolo, quando il madrigale fu resuscitato dai circoli dotti a Roma frequentati, fra gli altri, da Arcangelo Corelli, Alessandro Scarlatti e Bernardo Pasquini. Per molto tempo Monteverdi rimase più un nome illustre che un autore eseguito. Egli non fu dunque mai dimenticato nel senso pieno del termine: lo testimoniano le copie manoscritte, non troppo infrequenti, che delle sue musiche furono fatte specialmente nel Seicento e nel Settecento, soprattutto del repertorio polifonico.
Durante il corso del XVIII secolo, Monteverdi fu oggetto di studio da parte di teorici come Giuseppe Ottavio Pitoni e Zaccaria Tevo (con annessi riferimenti alle sue opere ed alla celebre polemica con Artusi) e cenni biografici compaiono anche nei saggi scritti da Francesco Arisi e Francesco Saverio Quadro. Il celebre trattatista Padre Martini (presso il quale studiò Mozart), lo citò nella sua Storia della Musica e gli diede ampio spazio nel suo trattato contrappuntistico, oltre a ristampare due suoi madrigali e l'Agnus Dei della sua Missa In Illo Tempore, lasciando ampi commenti che dimostravano un generale apprezzamento del suo lavoro compositivo. Alla fine del XVIII secolo gli storici della musica John Hawkins e Charles Burney scrissero nuovi saggi biografici, e quest'ultimo illustrò i suoi scritti con numerosi esempi musicali commentati. Nel 1783 Stefano Arteaga scrisse una storia dell'opera in Italia dove elogiava Monteverdi e sottolineava la sua influenza sull'opera di Pergolesi, specialmente attraverso L’Arianna. Nel 1790 Ernst Ludwig Gerber lo incluse nel suo Historisch-biographisches Lexicon der Tonkünstler, la cui voce nell'edizione del 1815 appare notevolmente ampliata, definendolo "il Mozart del suo tempo". Agli inizi dell’Ottocento, in Francia, gli studiosi Alexandre-Étienne Choron e François-Joseph Fétis individuarono in Monteverdi il padre della tonalità moderna, considerando l’introduzione degli accordi di settima di prima specie e di nona di dominante da parte del compositore cremonese come l’evento cruciale di transizione dalla musica antica a quella moderna. Nel XIX secolo fu oggetto dell'attenzione di storici come Francesco Caffi ed Angelo Solerti e beneficiò di un rinnovato interesse per la musica del Cinquecento. Nel 1887 fu pubblicata la prima ampia biografia da parte di Emil Vogel, che apparve in un momento in cui già molti altri autori scrivevano di lui e le sue composizioni venivano ristampate in numero crescente: L'Orfeo (tre edizioni tra il 1904 ed il 1910), L’Incoronazione di Poppea (1904, 1908 e 1914), Il Ballo delle Ingrate ed Il Combattimento (1908), dodici madrigali in cinque parti (1909 e 1911), Sacrae Cantiunculae (1910) e la Messa della Selva Morale e Spirituale (1914).
La sua musica ricominciava ad essere eseguita e fu elogiata in termini altissimi da Karl Nef, che lo paragonava a Shakespeare, e da Gabriele D'Annunzio, che lo definì “divino, anima eroica, precursore di un lirismo tipicamente italiano”. Il suo talento fu riconosciuto da molti altri illustri musicisti e musicologi, come Hugo Riemann, Nadia Boulanger, Vincent d'Indy, Ottorino Respighi, Igor Stravinsky, Olivier Messiaen e Romain Rolland, e il suo lavoro iniziò a raggiungere un pubblico più sempre ampio, sebbene il più delle volte i suoi pezzi erano sottoposti a pesanti riarrangiamenti per soddisfare i gusti tardo-romantici. D'altra parte, critici influenti come Donald Tovey, uno dei principali fautori all'edizione del 1911 dell'Enciclopedia Britannica, sostenevano ancora che la sua musica fosse irrimediabilmente superata, ma si trattava solo di una netta minoranza di musicologi.
Tra il 1926 ed il 1942 apparve la prima edizione delle sue opere complete in sedici volumi, a cura di Gian Francesco Malipiero. Nella prefazione, l'editore ha dichiarato che il suo scopo “non era quello di resuscitare i morti, ma di rendere giustizia a un genio, e di mostrare che le grandi manifestazioni dell'arte antica hanno ancora un fascino per il mondo moderno”. Nonostante il valore di questa pubblicazione pionieristica, secondo Tim Carter nell'attuale visione accademica soffre di diversi problemi editoriali. Malipiero sembra aver adottato un approccio superficiale nella scelta di quale prima edizione avrebbe preso come testo predefinito, tra le molteplici ristampe e ristampe che ricevettero le sue opere durante la sua vita o poco dopo la sua morte (che variano in vari dettagli ma talvolta le differenze sono importanti). L'editore inoltre non ha offerto una spiegazione soddisfacente per queste differenze, e apparentemente non le ha nemmeno notate o ignorate, quando la pratica accademica odierna richiede di confrontare tutti i testi primitivi disponibili e giungere a una conclusione su quale sia la fonte più autentica. In ogni caso, l'opera di Malipiero costituì una pietra miliare fondamentale negli studi monteverdiani.
Fu il compositore scelto per la prima edizione dei BBC Promenade Concerts nel 1967, e da allora gli studi sulla sua vita e la sua opera si sono moltiplicati. Parte di questo rinnovato interesse derivava dal fatto di aver combattuto la nota polemica con Artusi, oggi simbolo degli eterni scontri tra forze reazionarie e progressiste, che ne facevano, secondo Pryer, una sorta di precursore del Modernismo. Oggi è forse il musicista più noto del periodo pre-Bach, anche se la sua popolarità presso il grande pubblico non è paragonabile ad altri importanti compositori d’opera come Mozart, Verdi e Wagner ed è ancora, secondo Linderberger, un’icona lontana piuttosto che una figura familiare.
Tuttavia, diversi compositori nel corso del XX secolo hanno tratto ispirazione e materiali dalle sue composizioni per arrangiamenti o riadattamenti in linguaggio moderno, ed il compositore è stato più volte citato nella letteratura d’arte o come pretesto per dibattiti filosofici ed estetici. Questa capacità di far parte dell'attuale linguaggio della comunicazione intellettuale, senza bisogno di spiegazioni autoreferenziali, costituisce, per Anthony Pryer, un chiaro segno di come Monteverdi sia un elemento vivo nella cultura occidentale e che non appartenga solo al proprio tempo, ma anche al presente. Secondo Leo Schrade, Monteverdi fu “il primo e più grande musicista a fondere l'arte con la vita”, e dalle parole di Raymond Leppard apprendiamo che:

## Composizioni
I lavori di Monteverdi, raccolti nel catalogo Stattkus-Verzeichnis, possono essere classificati in tre categorie: musica vocale profana, opere e musica sacra.

### Opere vocali profane

#### Madrigali

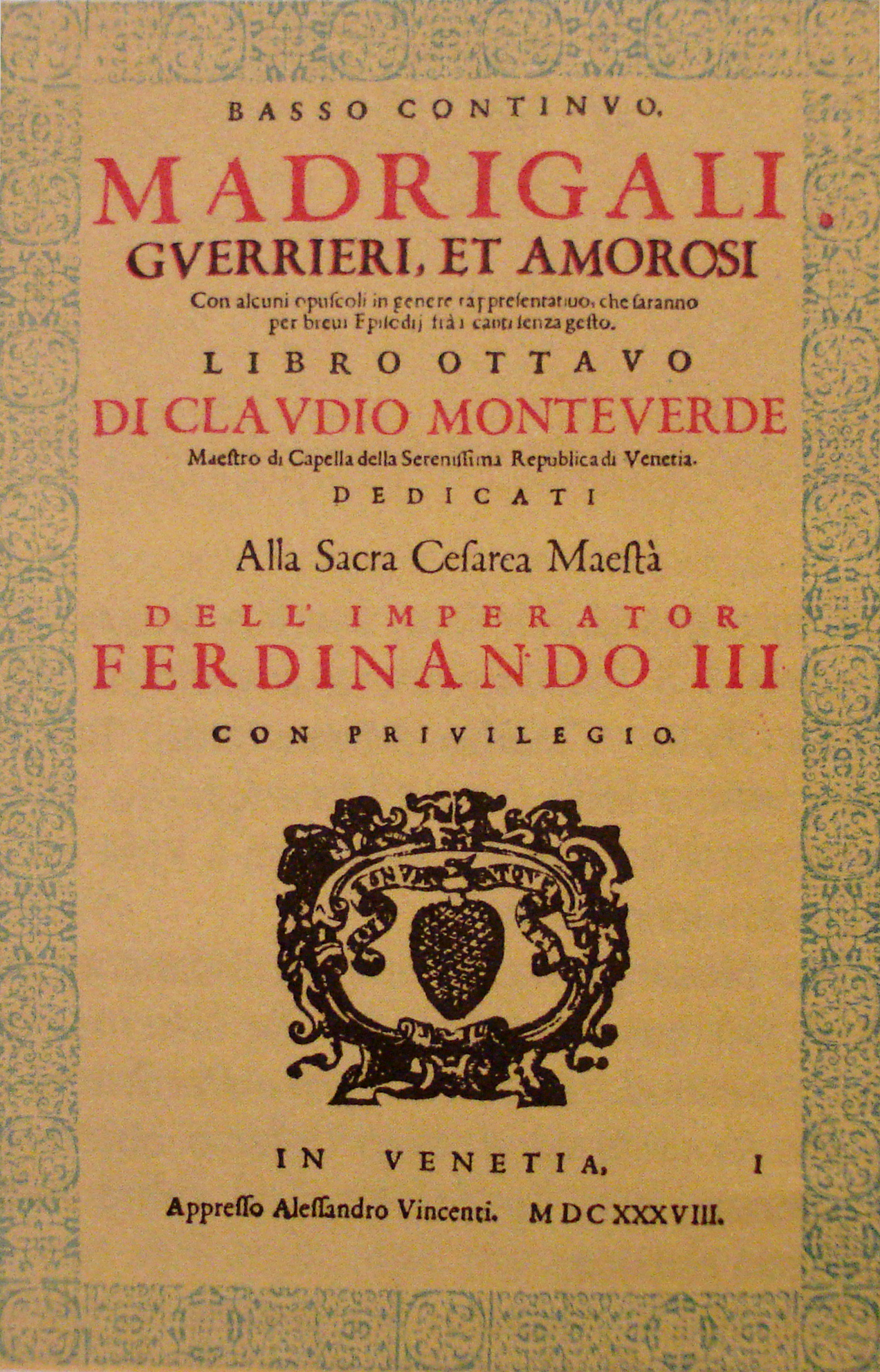
Madrigali Guerrieri et Amorosi

I libri di madrigali sono nove, di cui l'ultimo fu pubblicato postumo.
- Libro I, 1587: Madrigali a cinque voci
- Libro II, 1590: Il secondo libro de madrigali a cinque voci
- Libro III, 1592: Il terzo libro de madrigali a cinque voci
- Libro IV, 1603: Il quarto libro de madrigali a cinque voci
- Libro V, 1605: Il quinto libro de madrigali a cinque voci
- Libro VI, 1614: Il sesto libro de madrigali a cinque voci
- Libro VII, 1619: Concerto. Settimo libro di madrigali
- Libro VIII, 1638: Madrigali guerrieri, et amorosi con alcuni opuscoli in genere rappresentativo, che saranno per brevi episodi fra i canti senza gesto.
- Libro IX, 1651: Madrigali e canzonette a due e tre voci

#### Altre forme
- Canzonette a tre voci libro primo, Venezia, 1584
- Scherzi Musicali a tre voci, Venezia, 1607
- Canzonette da Madrigali e canzonette a due e tre voci, libro 9, 1651

##### Ascolto
- Toccata dall'Orfeo

### Opere drammatiche e in "stile rappresentativo"

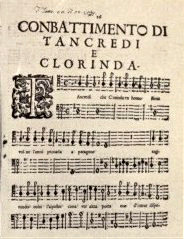
Inizio del Combattimento di Tancredi e Clorinda

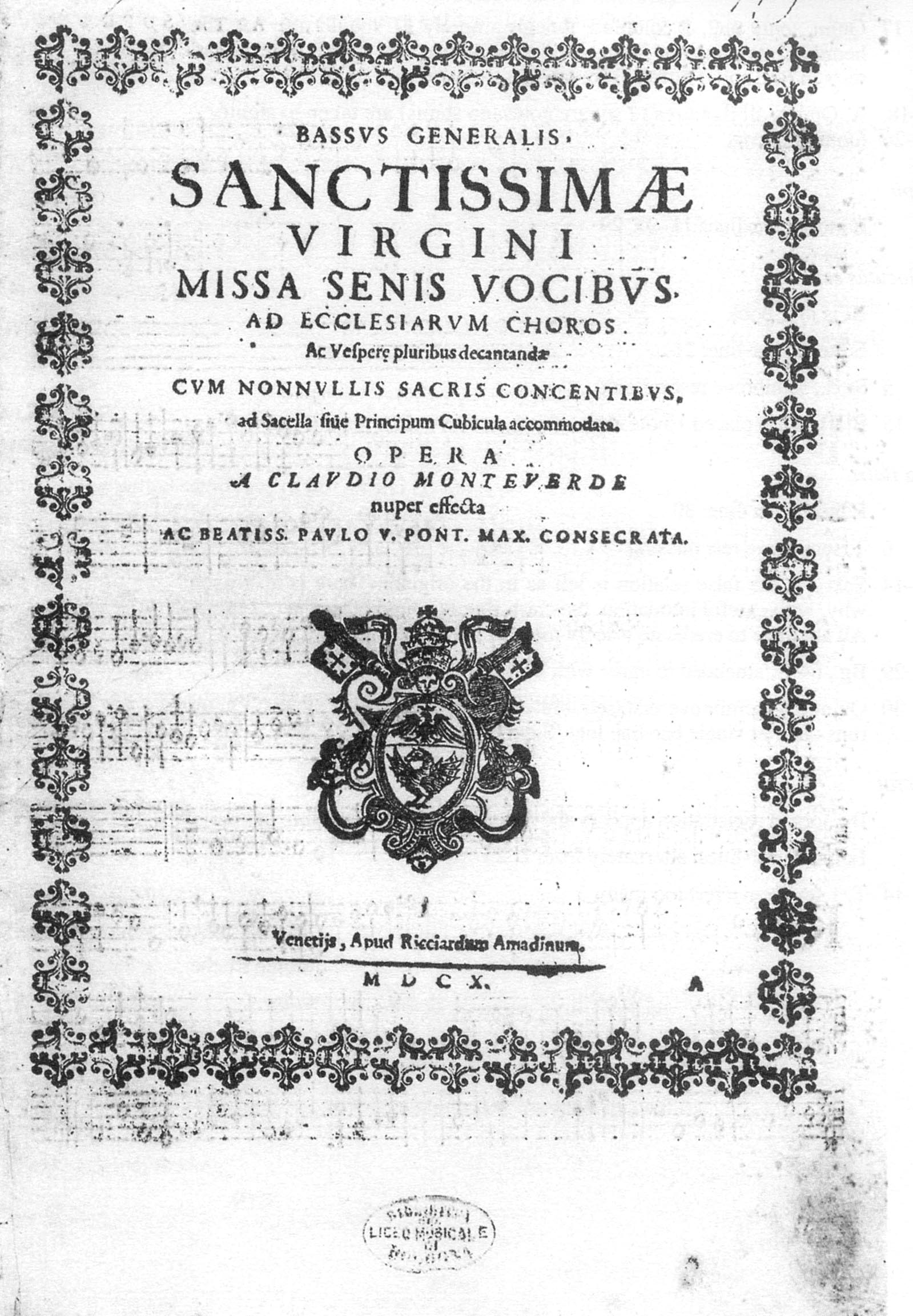
Frontespizio della parte di Basso Continuo della raccolta Sanctissime Virgini comprendente anche il Vespro della Beata Vergine

Le sole opere di Monteverdi giunte complete fino a noi sono:
- L'Orfeo, favola in musica, in un prologo e 5 atti su libretto di Alessandro Striggio, rappresentata per la prima volta a Mantova nel 1607;
- Il ritorno d'Ulisse in patria, dramma per musica, in un prologo e 3 atti, su libretto di Giacomo Badoaro, dall'Odissea di Omero, rappresentata per la prima volta a Venezia nel 1640;
- L'incoronazione di Poppea, in un prologo e 3 atti, su libretto di Gian Francesco Busenello, dagli Annali di Tacito, dalle Vite dei Cesari di Svetonio, e dall'Octavia dello pseudo-Seneca, rappresentata per la prima volta a Venezia nel 1643.

Dall'opera L'Arianna (1608) è giunto a noi solamente il famoso Lamento di Arianna.
Altre composizioni di genere drammatico:
- Il ballo delle ingrate in stile rappresentativo. Prima rappresentazione a Palazzo Ducale (Mantova) il 4 giugno 1608. La musica è stata pubblicata nei Madrigali Guerrieri et Amorosi (Venezia, 1638)
- Il combattimento di Tancredi e Clorinda, testo di Torquato Tasso dal canto XII della Gerusalemme liberata, rappresentato la prima volta a Palazzo Mocenigo a Venezia nell'anno 1624. La musica è stata pubblicata nei Madrigali Guerrieri et Amorosi (Venezia, 1638)
- De la bellezza le dovute lodi, ballo, pubblicato negli Scherzi Musicali (Venezia, 1607)
- Tirsi e Clori, ballo. Prima rappresentazione a Mantova, nel Palazzo Ducale, nel gennaio 1616. Pubblicato nel Libro VII dei Madrigali (1619)
- Volgendo il ciel, ballo. Testo di Ottavio Rinuccini. Prima rappresentazione 30 dicembre 1636 (?) a Vienna, Palazzo Imperiale. Pubblicato nei Madrigali guerrieri et amorosi (Venezia, 1638)
- La Maddalena, sacra rappresentazione. Testo di Giovan Battista Andreini. Rappresentata in Mantova, nel teatro di corte, nel marzo 1617. Monteverdi compose solamente un'aria per tenore: "Su le penne dei venti..", con un ritornello a cinque parti (nel Prologo). La musica è stata pubblicata in Musiche de alcuni eccellentissimi Musici composte per la Maddalena, Sacra Rappresentazione di Gio. Battista Andreini Fiorentino (Venezia, 1617)

### Musica sacra
- Sacre Cantiunculae tribus vocibus Liber Primus (1582)
- Madrigali Spirituali a quattro voci (1583) (di questa opera si conserva un'unica parte di basso presso il Museo internazionale e biblioteca della musica di Bologna)
- Sanctissime Virgini Missa senis vocibus: ac Vesperae pluribus decantande (1610) (comprendente anche il Vespro della Beata Vergine)
- Selva morale e spirituale (1640)
- Messa a quattro voci e Salmi (opera postuma, 1650)
- Alcuni mottetti di Claudio Monteverdi sono compresi nel Libro Primo dei Mottetti (1620) e nel Libro Secondo dei Mottetti (1620) di Giulio Cesare Bianchi

#### Ascolti
Dal Vespro della Beata Vergine:
- Deus in Adiutorium

- Laudate Pueri

Registrazione live dell'ensemble Cantica Symphonia (dir. Giuseppe Maletto), effettuata a Torino il 3 ottobre 2000.

### Opere da considerarsi perdute

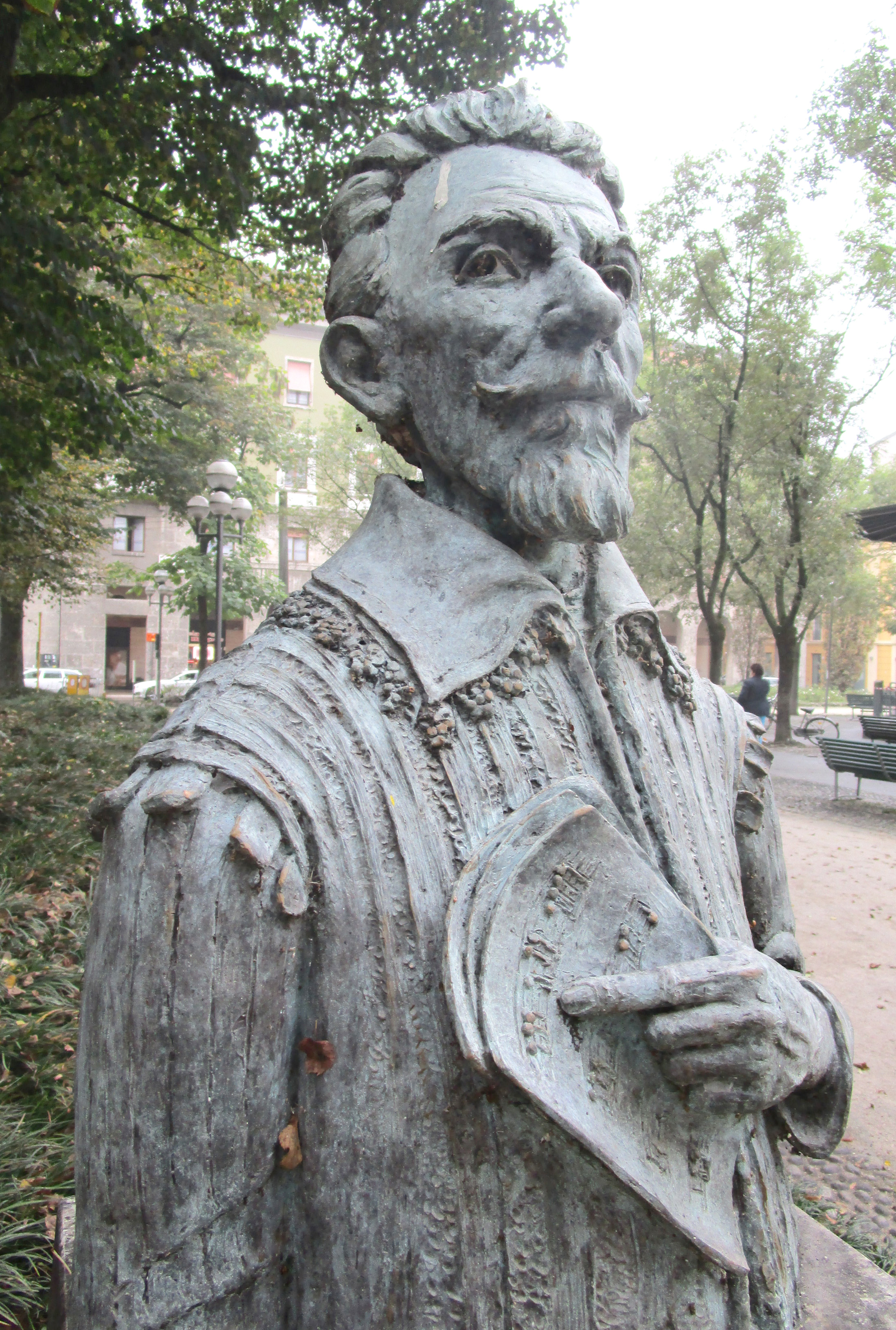
Busto bronzeo di Monteverdi ai Giardini Pubblici Giovanni Paolo II, a Cremona.

- Arianna, Dramma per musica. Testo di Ottavio Rinuccini. Rappresentata nel teatro di corte in Mantova il 28 maggio 1608. La musica dell'opera è perduta. Rimane solamente il Lamento di Arianna, pubblicato per la prima volta nella versione madrigalistica, nel Sesto Libro de' Madrigali (Venezia 1614), più tardi nella forma monodica originale, insieme con le Due lettere amorose (Venezia 1623). Di quest'ultima stampa si conosce un'unica copia, conservata nella biblioteca dell'Università di Gand. Lettere: 2 dicembre 1608; 9 novembre 1616; 9 gennaio, 17, 21, 28 marzo, 4 aprile e 10 maggio 1620.[87]
- L'Idropica, Commedia (con musiche) di Giovanni Battista Guarini. Rappresentato nel teatro di corte in Mantova, nel 1608. Monteverdi compose solamente il Prologo.
- La Favola di Peleo e di Tetide, Testo di Scipione Agnelli. Da Lettere: 5, 29, 31 dicembre 1616; 6 e 14 gennaio 1617.
- Andromeda, Testo di Ercole Marigliani. Da Lettere: 21 aprile e 28 luglio 1618; 29 marzo 1619; 9 e 16 gennaio, 15 febbraio 1620
- Gli amori di Diana e Endimione, Intermezzo. Testo di Ascanio Pio di Savoia. Rappresentato nel teatro di corte di Parma, nel 1628.
- Mercurio e Marte, Balletto. testo di Claudio Achillini. Rappresentato nel teatro di corte (Teatro Farnese) di Parma nel 1628, Lettere: 30 ottobre 1627; 9 gennaio e 4 febbraio 1628.
- Proserpina Rapita, Anatopismo del Signor Giulio Strozzi. Rappresentata in Palazzo Mocenigo (Santa Croce) a Venezia nel 1630
- La Finta pazza Licori, testo di Giulio Strozzi. Il manoscritto di Monteverdi fu probabilmente distrutto durante il saccheggio di Mantova nel 1630. Lettere: 1, 7, 22, 24 maggio, 5, 13, 20 giugno, 3, 10, 24, 31 luglio, 17 e 28 agosto, 10 e 18 settembre 1627.
- Le nozze d'Enea in Lavinia, testo di Giacomo Badoaro. Rappresentata nel Teatro Santi Giovanni e Paolo, in Venezia, l'anno 1641.
- La Vittoria d'amore, balletto rappresentato nel teatro di corte di Piacenza, l'anno 1641.
- Cantata Per lo sposalizio col mare. Lettere: 21 aprile 1618.
- Lamento di Apollo, ecloga su testo di Alessandro Striggio che ebbe la prima assoluta al Palazzo Ducale (Mantova) nel 1620. Lettere: 19 ottobre 1619; 9 e 16 gennaio, 1, 8, 15, 22 febbraio 1620.
- Intermezzi per la duchessa di Mantova. Lettere: 5 marzo e 27 novembre 1621.
- Armida ("molte" stanze del Tasso), testo di Torquato Tasso dal Canto XVI della Gerusalemme liberata. Lettere: 1º maggio; 18 e 25 settembre, 19 dicembre 1627; 4 febbraio 1628.
- Intermezzi per la corte di Parma. Lettere: 10 e 25 settembre, 30 ottobre, 8 novembre 1627; 9 gennaio 1628

#### Composizioni citate in diari, corrispondenze e memorie contemporanee
- "Le Canzonette", delle quali parla nel suo dispaccio del 20 giugno 1626 "il residente toscano" in Venezia, Nicola Sacchetti.
- I cinque fratelli, collana di madrigali su testo di Giulio Strozzi. Eseguiti a Venezia nel 1628, durante il convito offerto dalla Serenissima Repubblica ai granduchi di Toscana.
- Il rosario fiorito, cantata. Eseguita nell'Accademia dei Concordi a Rovigo, nel 1629 in occasione della nascita del primogenito del reggitore veneziano della città, Vito Morosini.

#### Composizioni sacre di cui Monteverdi parla nelle sue lettere
- Dixit, (a 5 voci) Lettere: 26 marzo 1611.
- Mottettini, (a 2 e a 5 voci). Lettere: 26 marzo 1611.
- Messa di Natale, Lettere: 29 dicembre 1616.
- Messa Mottetti e Vespro, Lettere: 21 aprile 1618
- Messa da Requiem per il Granduca di Toscana, Lettere: 17 aprile 1621 nella Basilica di San Marco di Venezia.
- Messa per la Notte di Natale, Lettere: 2 febbraio 1634.

## Discografia parziale
- L'Orfeo – Les Sacqueboutiers de Toulouse, Le Concert D'Astrée, dir. Emmanuelle Haïm (Virgin Veritas, 5455242)
- L'Orfeo – Ensemble Elyma, Coro Antonio il Verso, dir. Gabriel Garrido (K617, 066/2)
- L'Orfeo – Ensemble La Venexiana, dir. Claudio Cavina (Glossa, GES 920913)
- L'Orfeo – The Monteverdi Choir, His Majesties Sagbutts & Cornetts, dir. John Eliot Gardiner (Archiv Produktion, 419 250-2)
- L'Orfeo - Matteuzzi, Pozzer, Mingardo, Dal Dosso, Fagotto, Bertolo, dir. Sergio Vartolo (Brilliant Classics, 2007)
- L'Orfeo - Ensemble San Felice, direttore Federico Bardazzi (Bongiovanni) 2021
- L'incoronazione di Poppea – Ensemble Elyma, Studio di Musica Antica Antonio il Verso, dir. Gabriel Garrido (K617, 110/3)
- L'incoronazione di Poppea – dir. René Jacobs, (Harmonia Mundi, HMC 901330.32)
- L'Incoronazione di Poppea - Ensemble San Felice, direttore Federico Bardazzi (Bongiovanni) 2020
- Il ritorno d'Ulisse in patria – Ensemble Elyma, Coro Antonio il Verso, Ens. Eufonia, dir. Gabriel Garrido (K617, 097/3)
- Il ritorno d'Ulisse in patria – dir. René Jacobs, (Harmonia Mundi, HMC 901427.29)
- Il ritorno di Ulisse in patria - Ensemble San Felice, direttore Federico Bardazzi (Bongiovanni) 2023
- Messa "In Illo Tempore" / F. Cavalli, Missa Pro Defunctis, Cantica Symphonia, dir. G. Maletto (Stradivarius, STR 33665)
- Vespro della Beata Vergine – Gabrieli Consort and Players, dir. Paul McCreesh (Archiv Produktion, 00289 477 6147)
- Vespro della Beata Vergine / Brani dalla Selva morale e spirituale – Tavener Consort, Choir and Players, dir. Andrew Parrott (Virgin Veritas, 7243 5 61662 2)
- Vespro della Beata Vergine – New London Consort, dir. Philip Pickett (Decca "L'Oiseau-Lyre", 425 823-2)
- Vespro della Beata Vergina – Musica Fiata Köln, Kammerchor Stuttgart, Choralschola Niederalteich, dir. Frieder Bernius (Deutsche Harmonia Mundi, 7760-2-RC)
- Vespro della Beata Vergine – Coro del Centro Musica Antica di Padova dir. Livio Picotti, La Capella Reial de Catalunya, dir. Jordi Savall (Astrée, E8719/20)
- Vespro della Beata Vergine / Francesco Cavalli, Vespro della Beata Vergine – La Chappelle Royale, Collegium Vocale, Les Saqueboutiers de Toulouse, dir. Philippe Herreweghe (Harmonia Mundi, HMX 2908131-34)
- Vespro della Beata Vergine – Coro della RTSI-Ensemble Chiaroscuro, dir. Nigel Rogers (Azzurra Music) 1998
- Vespro della Beata Vergine – Ensemble Elyma, Coro Antonio il Verso, Le Saqueboutiers de Toulouse, dir. Gabriel Garrido (K617, 100/2)
- Vespro Della Beata Vergine da Concerto – Concerto Italiano, dir. Rinaldo Alessandrini (Naïve/Opus 111, OP 30423)
- Vespro della Beata Vergine (1610) - Ensemble San Felice direttore, Federico Bardazzi (Brilliant Classics) 2016
- Missa In illo tempore, Salve Regina II & III, Regina caeli (prima registrazione mondiale) – Odhecaton dir. Paolo Da Col (Ricercar Outhere, 322)
- Vespro per la Salute 1650, Akademia, Ensemble La Fenice, dir. Françoise Lasserre (Pierre Verany, PV797031/32)
- Selva morale e spirituale (integrale) - Ensemble Elyma, dir. Gabriel Garrido (Ambronay, AMY001)
- Selva morale e spirituale – Cantus Cölln, Concerto Palatino, dir. Konrad Junghänel (Harmonia Mundi, HMC 901718.20)
- Contrafacta. Madrigali «convertiti allo Divino» da Aquilino Coppini - Nova Ars Cantandi, dir. Giovanni Acciai (Archiv Produktion, 481 5086)
- Musica sacra (4 voll.) - Choir of The King's Consort, The King's Consort, dir. Robert King (Hyperion, CDA67428; CDA67438; CDA67487; CDA67519)
- Nella Anfuso – Claudio Monteverdi, Parlar Cantando I, (Stilnovo 8813)
- Nella Anfuso – Claudio Monteverdi, Parlar Cantando II (Stilnovo 8814)
- Nella Anfuso – Claudio e Francesco Monteverdi, Scherzi e Arie (Stilnovo, 8820)
- Scherzi musicali – Maria Cristina Kiehr, Stephan MacLeod, Concerto Soave, dir. Jean-Marc Aymes (Harmonia Mundi, HMC 901855)
- Vespro della Vergine, mottetti, selezione dalle opere – Concerto Italiano, dir. Rinaldo Alessandrini (Naïve/Opus 111, OP 20005)
- Arie e Lamenti per voce sola – Montserrat Figueras, Ton Koopman, Andrew Lawrence-King, Rolf Lislevand, Paolo Pandolfo, Lorenz Dufschmid (Auvidis Astrée, ES 9955)
- Monteverdi, Giulio Caccini, Jacopo Peri, Canti amorosi – Nigel Rogers, Ian Partridge, Christoper Keyte, dir. Jürgen Jürgens (Archiv Produktion "Collectio Argentea", 437 075-2)
- Monteverdi & Gabrieli Easter Celebration Venice 1600 - Ensemble San Felice, Ensemble Capriccio Armonico, direttore Federico Bardazzi (Brilliant Classics) 2017
- Primo libro dei Madrigali – La Venexiana (Glossa, GCD 920921)
- Primo libro dei Madrigali – Delitiae Musicae, dir. Marco Longhini (Naxos, 8.555307)
- Secondo libro dei Madrigali – La Venexiana (Glossa, 920922)
- Secondo libro dei Madrigali – Delitiae Musicae dir. Marco Longhini (Naxos, 8.555308)
- Secondo libro dei Madrigali – Concerto Italiano, dir. Rinaldo Alessandrini (Naïve/Opus 111, OPS 30487)
- Secondo libro dei Madrigali – The Consort of Musicke, dir. Anthony Rooley (Virgin Classics, 7 59282 2)
- Terzo libro dei Madrigali – La Venexiana (Glossa, 920910)
- Terzo libro dei Madrigali – Delitiae Musicae, dir. Marco Longhini (Naxos, 8.555309)
- Quarto libro dei Madrigali – I Solisti del Madrigale, dir. Giovanni Acciai (Nuova Era, 7006)
- Quarto libro dei Madrigali – La Venexiana (Glossa, 920924)
- Quarto libro dei Madrigali – Concerto Italiano, dir. Rinaldo Alessandrini, (Naïve/Opus 111, OPS 30-81)
- Quarto libro dei Madrigali – The Consort of Musicke, dir. Anthony Rooley, (Decca "L'Oiseau-Lyre", 414 148-2)
- Quarto libro dei Madrigali – Delitiae Musicae, dir. Marco Longhini (Naxos, 8.555310)
- Quinto libro dei Madrigali – Concerto Italiano, dir. Rinaldo Alessandrini (Naïve/Opus 111, OPS 30-166)
- Quinto libro dei Madrigali – Delitae Musicae, dir. Marco Longhini (Naxos, 8.555311)
- Quinto libro dei Madrigali – La Venexiana (Glossa, GCD 920925)
- Quinto libro dei Madrigali – The Consort of Musicke, dir. Anthony Rooley (Decca "L'Oiseau-Lyre", 410 291-2)
- Sesto libro dei Madrigali – I Solisti del Madrigale, dir. Giovanni Acciai (Nuova Era, 7165)
- Sesto libro dei Madrigali – Concerto Italiano, dir. Rinaldo Alessandrini (Arcana, A-321)
- Sesto libro dei Madrigali – La Venexiana, dir. Claudio Cavina (Glossa, GCO 920926)
- Sesto libro dei Madrigali – Delitae Musicae, dir. Marco Longhini (Naxos, 8.555312-3)
- Settimo libro dei Madrigali – La Venexiana, dir. Claudio Cavina (Glossa, GCO 920927)
- Settimo libro dei Madrigali – Delitiae Musicae, dir. Marco Longhini (Naxos, 8.555314-16)
- Settimo libro dei Madrigali – Ensemble Concerto, dir. Roberto Gini, Cappella Mauriziana, dir. Mario Valsecchi (Tactus, TC 561390)
- Ottavo libro dei Madrigali – Concerto Vocale, dir. René Jacobs (Harmonia Mundi, HMC 901736.77)
- Ottavo libro dei Madrigali – La Venexiana, dir. Claudio Cavina (Glossa, GCD 920928)
- Ottavo libro dei Madrigali – Concerto Italiano, dir. Rinaldo Alessandrini (Opus 111, OPS 30-187)

## Influenza culturale
- A Monteverdi è intitolato il cratere Monteverdi su Mercurio[88].
- Gli sono stati anche dedicati il Conservatorio Claudio Monteverdi di Bolzano, il Gruppo Polifonico Claudio Monteverdi, il Coro Claudio Monteverdi di Crema e il Monteverdi Choir.